# Connewitz

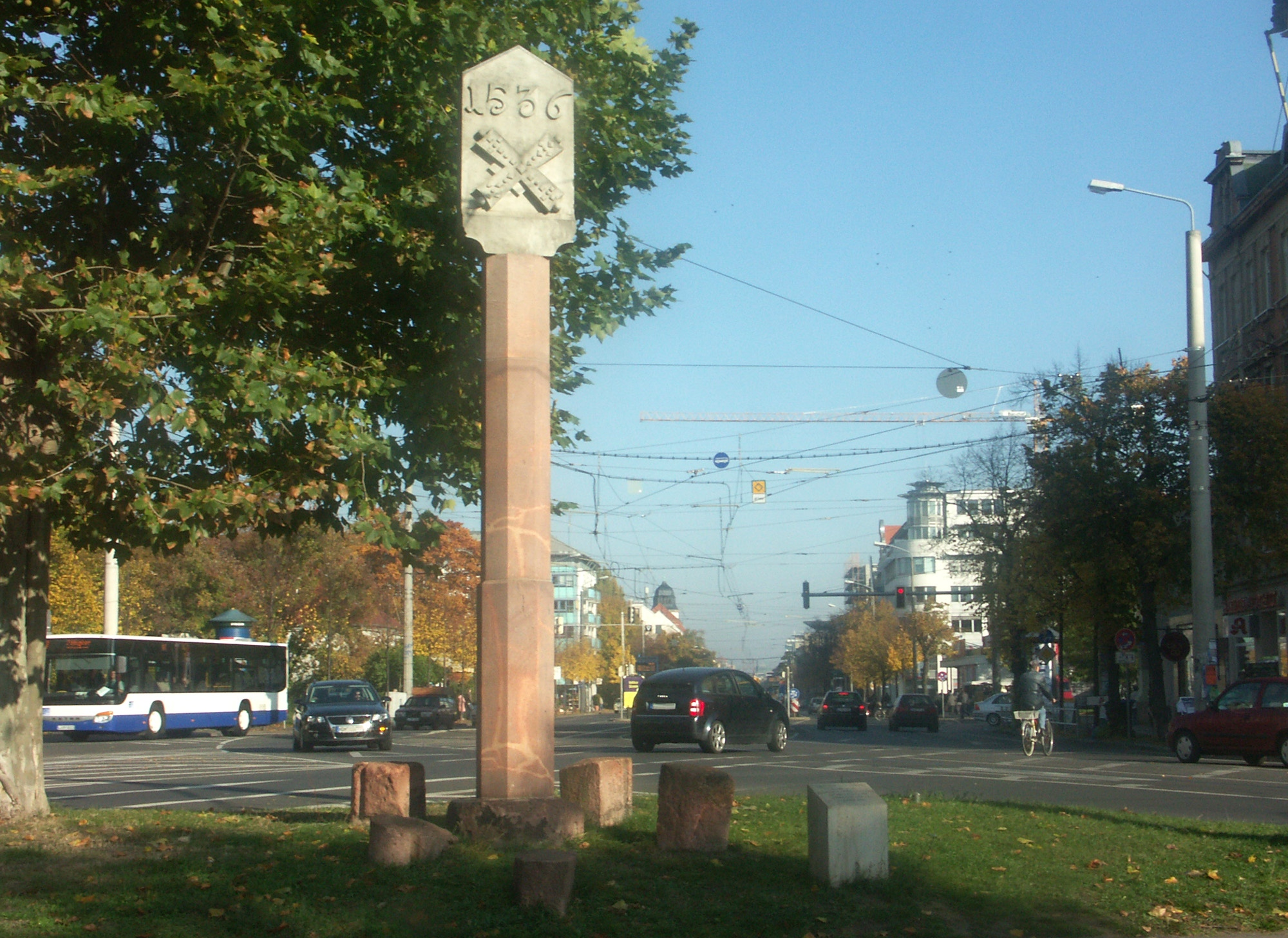
Am Connewitzer Kreuz

Connewitz ist ein Stadtteil und zugleich Ortsteil im Stadtbezirk Süd von Leipzig.
Der Ort war bis 1891 eine selbstständige Gemeinde. Mit einem großen Anteil am Leipziger Auwald ist Connewitz der waldreichste Ortsteil Leipzigs. Sowohl städtebaulich als auch wegen der sozialen Zusammensetzung der Bevölkerung hinsichtlich der „oft diametralen Wert- und Lebensvorstellungen der einzelnen sozio-kulturellen Gruppen“ ist Connewitz ein besonders vielgestaltiger Stadtteil.

## Geografie

### Lage

Connewitz und seine Nachbarortsteile

Connewitz liegt etwa drei Kilometer südlich des Leipziger Stadtzentrums. Das Gebiet umfasst Auwaldbereiche und die östlich davon und bis zu zehn Meter höher gelegene ehemalige Feldflur. Nur diese ist bebaut.
Die Grenzen des Ortsteils bilden im Norden der Schleußiger Weg, die Wundtstraße und die Richard-Lehmann-Straße. Ost- und Südostgrenze ist die Bahntrasse Bayerischer Bahnhof-Markkleeberg. Im Süden ist das bebaute Gebiet von Markkleeberg die Grenze. Hier gehören aber noch einige kurze Straßenzüge am sogenannten Wolfswinkel in isolierter Lage zu Connewitz. Nach Westen folgen die Bahnlinie Plagwitz-Markkleeberg sowie der Westdamm des Hochflutbettes der Elster und das West-Ufer des Elsterflutbettes.
Die benachbarten Ortsteile sind von Norden im Uhrzeigersinn die Südvorstadt, Marienbrunn, Lößnig, Dölitz-Dösen, Markkleeberg (selbstständige Stadt), Großzschocher, Kleinzschocher und Schleußig.

### Wald und Gewässer
Mit 384 Hektar Wald (das sind 53 % seiner Fläche) besitzt Connewitz den größten Waldanteil der Leipziger Ortsteile. Dieser Wald, das Connewitzer Holz, bildet als zusammenhängendes Gebiet den Hauptteil des südlichen Leipziger Auwaldes. Er wird sowohl forstwirtschaftlich als auch zu Erholungszwecken genutzt. Neben einem dichten Fuß-, Rad- und Reitwegenetz findet sich hier auch der Wildpark Leipzig, der insbesondere einheimische Tierarten zeigt. Auch Sport- und gastronomische Einrichtungen sind vorhanden.

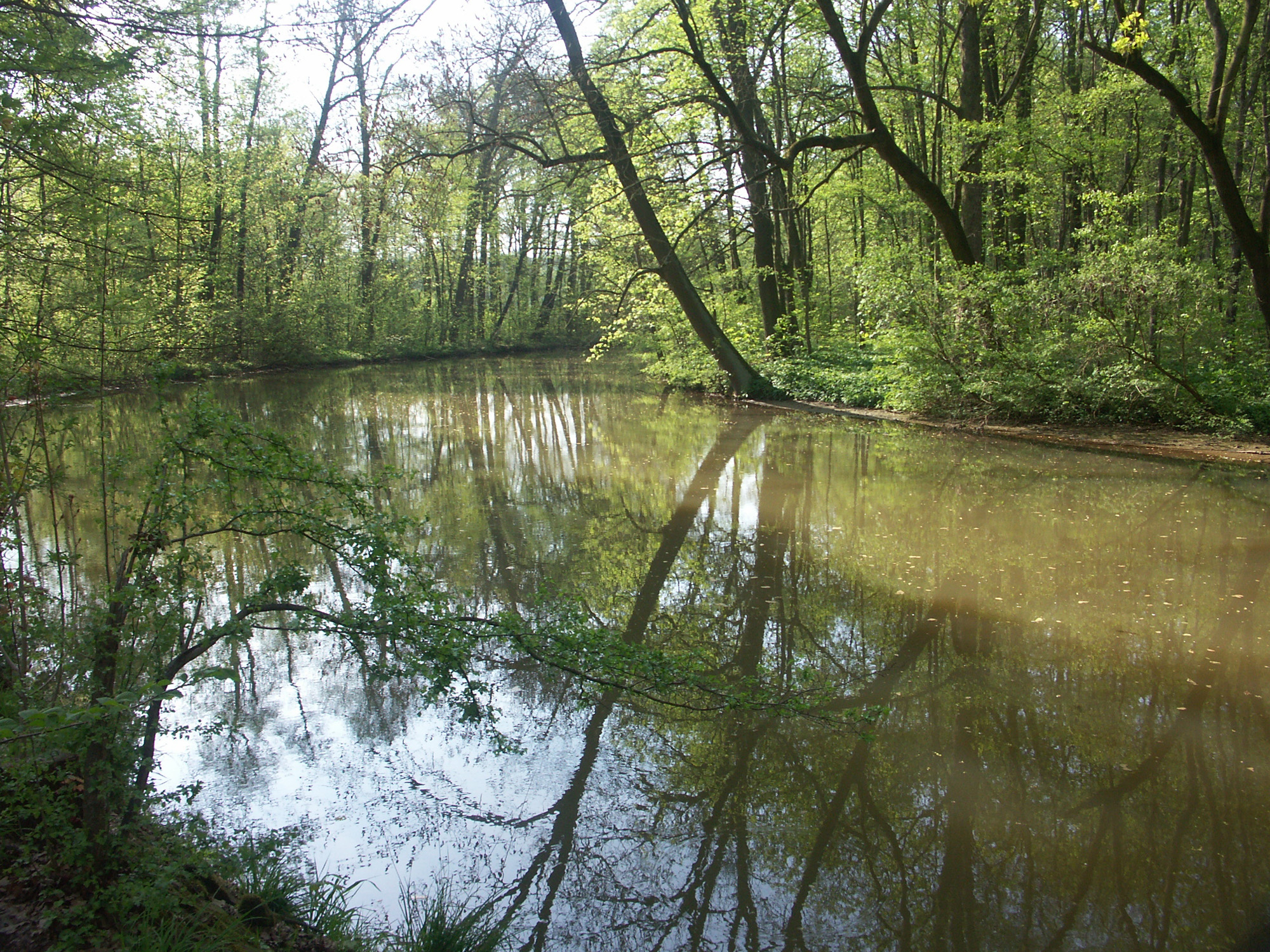
Die Pleiße im Connewitzer Holz

Historisch betrachtet bilden Connewitzer Holz und das jenseits der südöstlichen Gemarkungsgrenze gelegene Dölitzer Holz am rechtsseitigen Pleißeufer das Leipziger Ratsholz. Bevor das Dorf mit Ötzsch und Dölitz seit Beginn des 20. Jahrhunderts zusammenwuchs, wurde dieses Waldgebiet nur durch wenige Wiesen unterbrochen.
Das Forstrevier Connewitzer Holz gliedert sich, linksseitig von Pleiße und Batschke-Floßgraben in Beipert und Probstei, zwischen Floßgraben und Pleiße in Pfarrholz, Haken, Wolfswinkel, Langes Feld, Dachsbau, Horst, Gautzscher Spitze und Siebenacker und rechtsseitig der Pleiße in Streitholz, Stempel, Mühlholz und den Apitzsch, jeweils von Norden beginnend.
Die Pleiße durchzieht das Connewitzer Holz von Süd nach Nord in voller Länge. Bereits in der ersten Hälfte des 13. Jahrhunderts legten die drei Dörfer Dölitz, Lößnig und Connewitz gemeinsam zum Betrieb ihrer Mühlen einen von der Pleiße abzweigenden Graben an, die Mühlpleiße, die, heute noch mit geringen Änderungen im Grenzbereich zwischen Wald und Siedlungsgebiet verlaufend, an der Hakenbrücke in die Pleiße mündet. Kurz vorher mündet linksseitig im Bereich der früheren Jungfernlachenmündung das Pleißehochflutbett in die Pleiße.
Etwa 150 Meter weiter mündet linksseitig Panichs Lache und etwa 350 Meter weiter ebenfalls von links kommend die Batschke, in Leipzig meist Floßgraben genannt. Die Batschke war ehemals eine Abzweigung der Weißen Elster bei Zwenkau und diente früher dem Flößen von Brennholz über die Weiße Elster nach Leipzig. Die Verbindung zur Elster wurde durch den Braunkohlenbergbau unterbrochen. Heute erhält der Floßgraben sein Wasser aus dem Cospudener See. Er stellt damit die Verbindung der Leipziger Gewässer zum Cospudener See dar und ist seit der Fertigstellung einer Brücke in Markkleeberg für den durchgängigen Bootsverkehr nutzbar.
Weiter westlich gibt es neben zahlreichen Altarmen und Lachen einen weiteren Wasserlauf, die Paußnitz. Sie ist ein ehemaliger Nebenarm der Batschke, wird seit der Unterbrechung durch den Braunkohletagebau über den Grenzgraben mit Elsterwasser beschickt und mündet in das Elsterflutbett. Letzteres bildet die westliche Grenze von Connewitz. Es wurde aus Hochwasserschutzgründen angelegt und wird, wie die Pleiße, für den Wassersport genutzt. Noch in Connewitz zweigt am Pleißewehr der Pleißemühlgraben ab, der verrohrt durch die Südvorstadt zum Stadtzentrum verläuft.

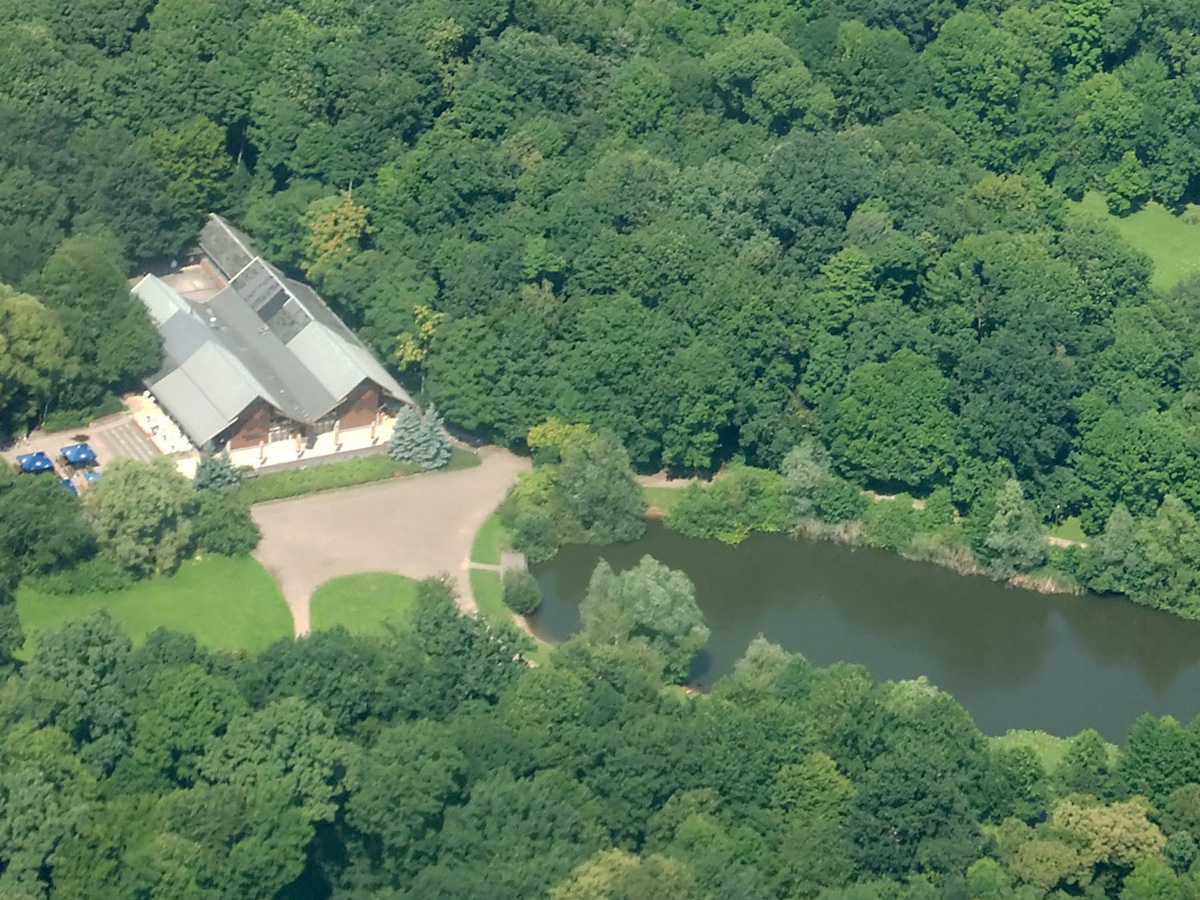
Hakenteich und Wildparkgaststätte

In historischer Zeit gab es in Connewitz östlich der Pleiße noch zwei Wasserläufe. Der Trenkengraben (auch Tränkengraben) kam von Probstheida über die Connewitzer Flur (heute Marienbrunn) und den Bereich der Hildebrandtstraße zur Mühlpleiße. Er ist heute verrohrt und in das Leipziger Abwassernetz eingebunden. Der zweite war der Domgraben, von der Marienquelle (Nähe Völkerschlachtdenkmal) etwa im Verlauf der heutigen Richard-Lehmann-Straße nach Westen bis zur Heilemannstraße und dann nach Süden in den ehemaligen Streitteich. An den Domgraben erinnern heute nur noch Geländevertiefungen an der Südseite der Richard-Lehmann-Straße und zwischen Heilemann- und Fockestraße.
Der Streitteich im Bereich der heutigen Teichstraße war der größte von ehemals neun Connewitzer Teichen, von denen die meisten im Verlauf des Trenkengrabens lagen. Auf den ehemaligen Pappelteich nahe der Bornaischen Straße weist heute noch die tiefe Lage der Kleingärten an der Burgstädter Straße hin. Der Connewitzer Dorfteich befand sich an der Einmündung der Probstheidaer Straße in die Prinz-Eugen-Straße. Heute existieren im Ortsteil Connewitz nur noch der Anfang der 1970er Jahre neu angelegte Hakenteich an der später errichteten Wildparkgaststätte, der kleinere Froschteich innerhalb des Wildparks sowie ein Teich zwischen der Bebauung der Prinz-Eugen-Straße und der Mühlpleiße mit Verbindung zu dieser.

## Geschichte

### Das Dorf Connewitz

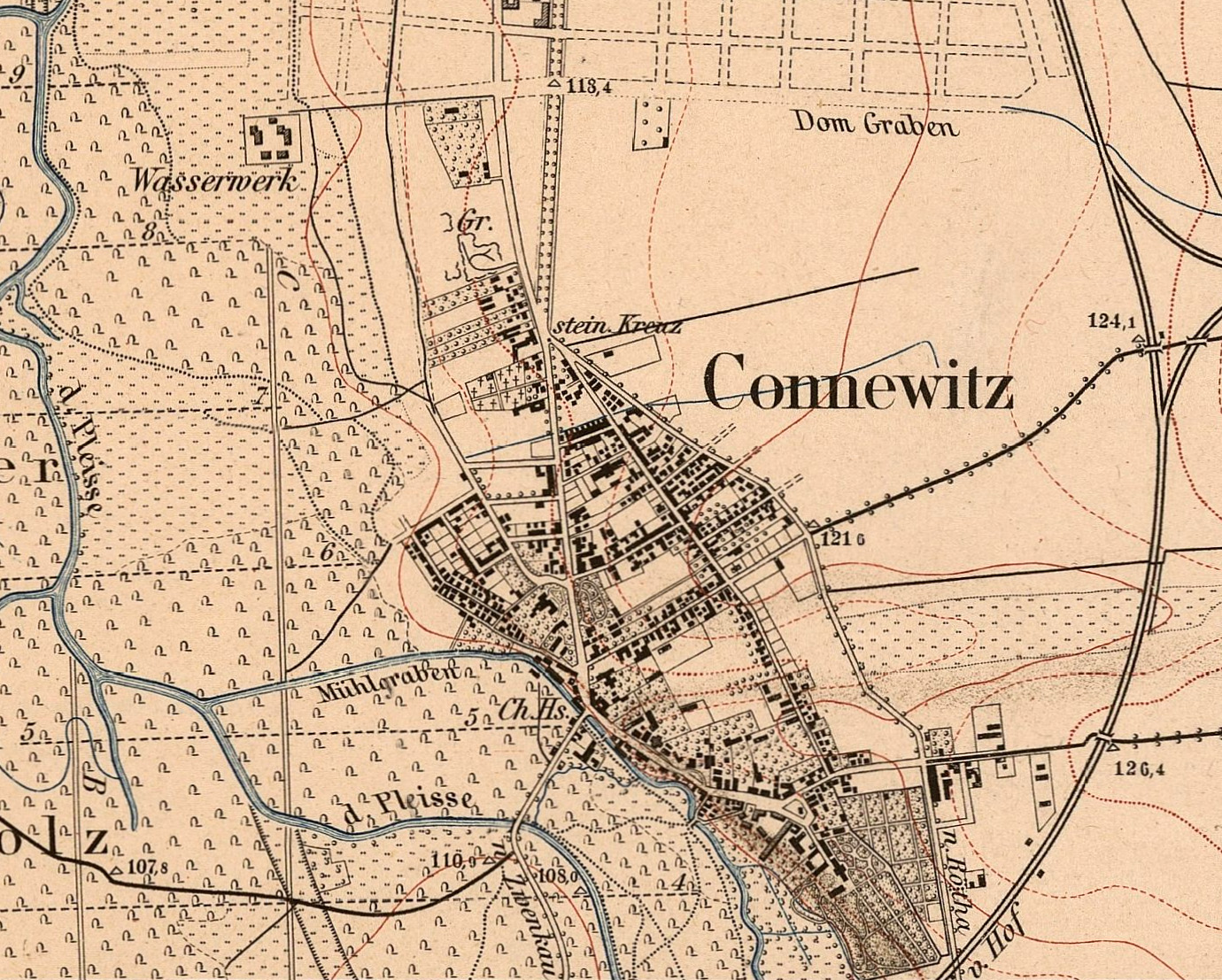
Connewitz auf einer Karte von 1879

Eine Besiedlung an Stelle des heutigen Ortes ist bereits für die Eisenzeit belegt.
Nach der Völkerwanderung gründeten sorbische Siedler den Ort Connewitz (altsorbisch: *Końovica oder *Końovici = „Pferdeort“, „Ort, wo Pferde weiden“) vermutlich nach dem siebenten Jahrhundert. Der Ortskern befand sich als Rundling am Dreieck der heutigen Prinz-Eugen-, Probstheidaer und Biedermannstraße. Der Ort entwickelte sich in nordwestlicher Richtung zum Pleißeauenrand bis zur Vereinigung mit der dortigen sorbischen Siedlung Döbschütz (später Ober- und Unterdorf) zu einem langgezogenen Sackgassendorf. Ab etwa dem elften Jahrhundert wurde die sorbische Bevölkerung im Zuge der deutschen Ostexpansion und der bäuerlichen Landnahme in einem langen Prozess von den deutschen Siedlern assimiliert. Im Oberdorf entstand ein Rittergut (um 1100 Ritter von Kunawitz).

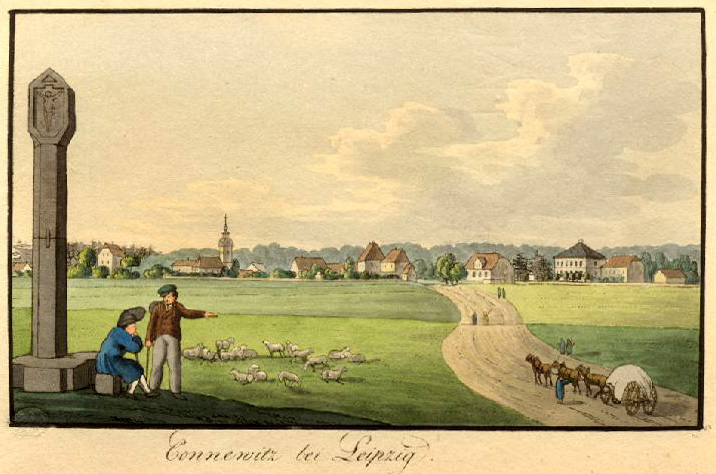
Connewitz um 1800

Zwischen 1200 und 1250 legten die Dörfer Dölitz, Lößnig und Connewitz gemeinsam den etwa vier Kilometer langen Mühlgraben (Mühlpleiße) zum Betrieb ihrer Mühlen an. 1275/76 kam das Augustiner-Chorherrenstift Leipzig in den Besitz des Rittergutes und der Rechte über die Döbschützer Mühle. Diese erweiterte im 15. Jahrhundert ihren Betrieb. Zur Mahl-, Öl- und Gewürzmühle kamen ein Kupferhammer und ein Schleifwerk hinzu. An der Weggabelung nördlich von Connewitz wurde 1496 durch die Stadt Leipzig als Weichbildzeichen ein Holzkreuz errichtet, das 1536 durch eine Steinsäule mit Kreuzdarstellung (Connewitzer Kreuz) ersetzt wurde. Die noch erhaltene Steinsäule von 1536 befindet sich im Stadtgeschichtlichen Museum Leipzig.
Nach der Reformation kaufte der Rat der Stadt Leipzig 1543 das Gut Connewitz und richtete 1545 vier Dreschergüter ein. Das Dorf Connewitz, das bis zur Reformation kirchlich zur Heilig-Kreuz-Kapelle in Ölschwitz gehörte, wurde nach Probstheida eingepfarrt. 1563 wurde die Försterei Connewitz eingerichtet. 1619–1629 entstanden neben der Mühle 17 Landarbeiterhäuser, das Connewitzer Neudörfchen, das sich 1705 von Connewitz trennte, 1839 aber wieder „zurückkam“. Im Dreißigjährigen Krieg kam es mehrfach beim Durchzug von Truppen zu Plünderungen und Brandschatzungen. 1755/56 wurde in der Nähe vom Kreuz der (alte) Connewitzer Friedhof errichtet und 1770/71 im Oberdorf auf dem Schulberg eine kleine spätbarocke Kirche erbaut, die bis 1875 Filialkirche von Probstheida blieb.
In der Völkerschlacht bei Leipzig verbarrikadierten sich Truppen der napoleonischen Armee in Connewitz, das durch erbitterte Kämpfe schwere Schäden erlitt. Zu Beginn des 19. Jahrhunderts entdeckten reiche Leipziger Bürger die schöne Lage von Connewitz und bauten sich hier Landhäuser. In dem von Albert Schiffner fortgeführten Schumannschen „Lexikon von Sachsen“ wird 1830 ausgeführt, dass Connewitz „für eines v. Sachsens schönsten Dörfern“ gilt.
Nach der Sächsischen Landgemeindeordnung wurde 1839 Connewitz eine selbständige Gemeinde mit eigenem Gemeinderat. Der Ort lag bis 1856 im kursächsischen bzw. königlich-sächsischen Kreisamt Leipzig. Ab 1856 gehörte Connewitz zum Gerichtsamt Leipzig II und ab 1875 zur Amtshauptmannschaft Leipzig. Ab Mitte des 19. Jahrhunderts setzte eine rege Bautätigkeit ein, 1859 bis 1871 im Bereich zwischen Bornaischer und heutiger Wolfgang-Heinze-Straße und 1865 bis 1890 zwischen Wolfgang-Heinze-Straße und dem Neudörfchen. Für 1877 sind im Adressbuch bereits 310 Wohnhäuser verzeichnet.

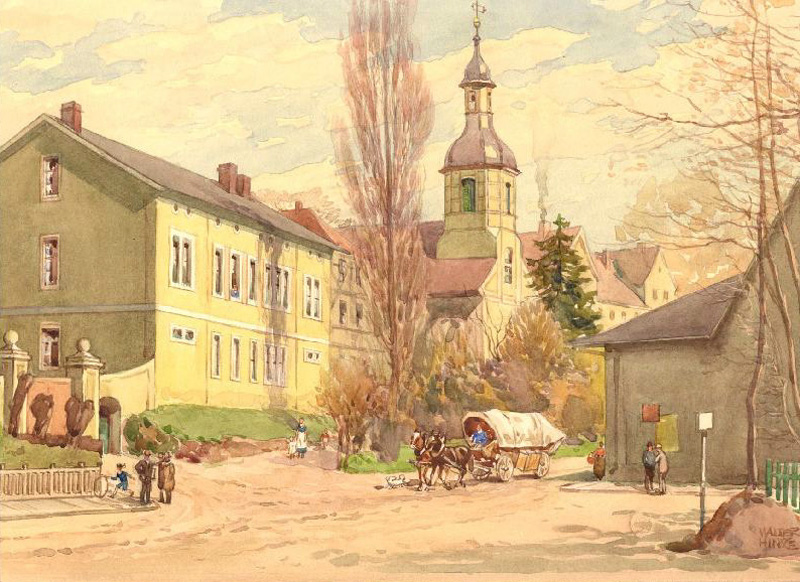
Ortskern mit der alten Dorfkirche, Aquarell von W. Hinze, 1901

1866 wurde das Wasserwerk für die Stadt Leipzig am westlichen Ende der heutigen Richard-Lehmann-Straße in Betrieb genommen. Ab 1887 nahm man es durch den Übergang zur Überlandversorgung schrittweise wieder außer Betrieb. 1868/69 wurden das Hochflutbett der Pleiße zum Hochwasserschutz und das Wegenetz im Connewitzer Wald mit Spazier- und Reitwegen angelegt. 1872 begann die Straßenbeleuchtung mittels Gaslaternen. 1877 wurde die Südstraße als geradlinige Verbindung vom Kreuz zur Stadt Leipzig fertig gestellt. 1880 wurde der neue, heute noch bestehende Connewitzer Friedhof in der Meusdorfer Straße eröffnet.
Schließlich wurde 1891 Connewitz mit nun 10596 Einwohnern mit weiteren fünf stadtähnlichen Dörfern nach Leipzig eingemeindet. Seit 1888 hatte sich der von Armut geprägte Ort um eine Eingemeindung bemüht, um am wirtschaftlichen Aufschwung Leipzigs teilhaben zu können. Vor der Eingemeindung wurde der Ort auch Connewitz bei Leipzig genannt.

### Connewitz als Leipziger Stadtteil

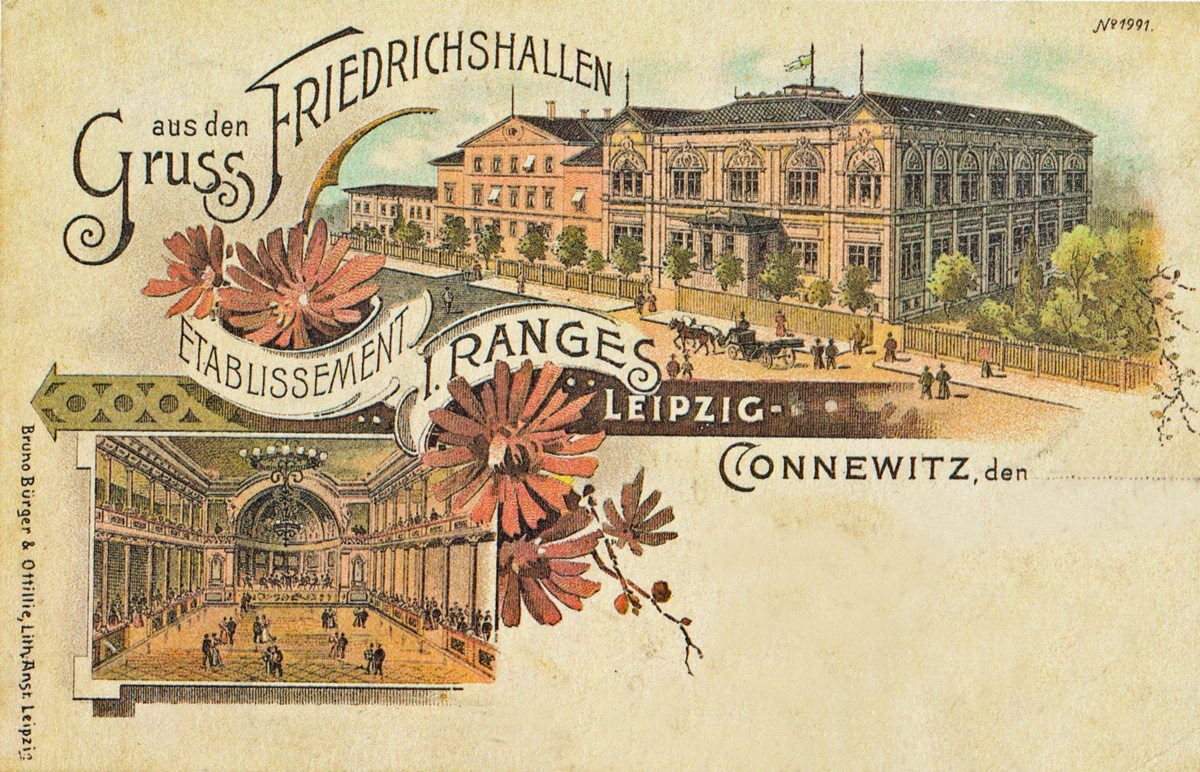
Restaurant, Hotel und Tanzpalast Friedrichshallen in der Brandstraße
um 1900 (1944 zerstört)

Die rege Bautätigkeit ging auch nach der Eingemeindung weiter, zunächst durch die Verlängerung der Querstraßen über die Bornaische Straße hinaus nach Osten und deren Verbindung durch die Zwenkauer Straße. Auf dem Gelände des alten Friedhofs wurde 1900 die neue Connewitzer Kirche, die heutige Paul-Gerhardt-Kirche, eingeweiht. Zwei Jahre später wurde die alte Kirche abgerissen. Von 1911 bis 1914 wurden in Connewitz jährlich etwa 60 Häuser mit circa 350 Wohnungen gebaut.
Ab 1913 begann auch die Bebauung des Connewitzer Teils der Südstraße mit der Königlich-Sächsischen Bauschule (jetzt HTWK) und ihr gegenüber dem Gebäude der Teutonia-Versicherung (später Oberfinanzdirektion, dann Bezirksleitung Leipzig der SED, jetzt Bürokomplex). 1926 folgte benachbart das Gebäude der Oberpostdirektion (jetzt Lipsius-Bau der HTWK), also alles Bauten, die über Connewitz hinaus Bedeutung besaßen.
1913 fand in Leipzig die Internationale Baufach-Ausstellung statt. Dazu wurden auf östlicher Connewitzer Flur weitab von der Connewitzer Bebauung 48 Ein-, 14 Zwei- und 10 Mehrfamilienhäuser als Ausstellungsobjekt einer Gartenstadt errichtet, der Kern des später selbständigen Leipziger Ortsteils Marienbrunn.
Nach einer gewissen Stagnation während des und nach dem Ersten Weltkrieg setzte ab 1926 im Nordosten von Connewitz eine rege Wohnungsbautätigkeit ein. Im und am Straßengeviert der heutigen Bernhard-Göring-, Richard-Lehmann-, Arthur-Hoffmann- und Gustav-Freytag-Straße wurden Wohnbauten, zum Teil im Art-déco-Stil, errichtet. 1930–1940 baute die Eisenbahner-Baugenossenschaft Leipzig an den neu angelegten Straßen Burgstädter, Kohrener und Narsdorfer Straße 426 Wohnungen, teilweise im Stil der Neuen Sachlichkeit.
1926 wurde das 1989 wieder geschlossene Waldbad Connewitz eröffnet, und 1927/28 erhielt Connewitz mit der Errichtung der Markthallenbrücke und der Aufschüttung des Straßendamms der heutigen Richard-Lehmann-Straße einen weiteren Zugang von Osten.

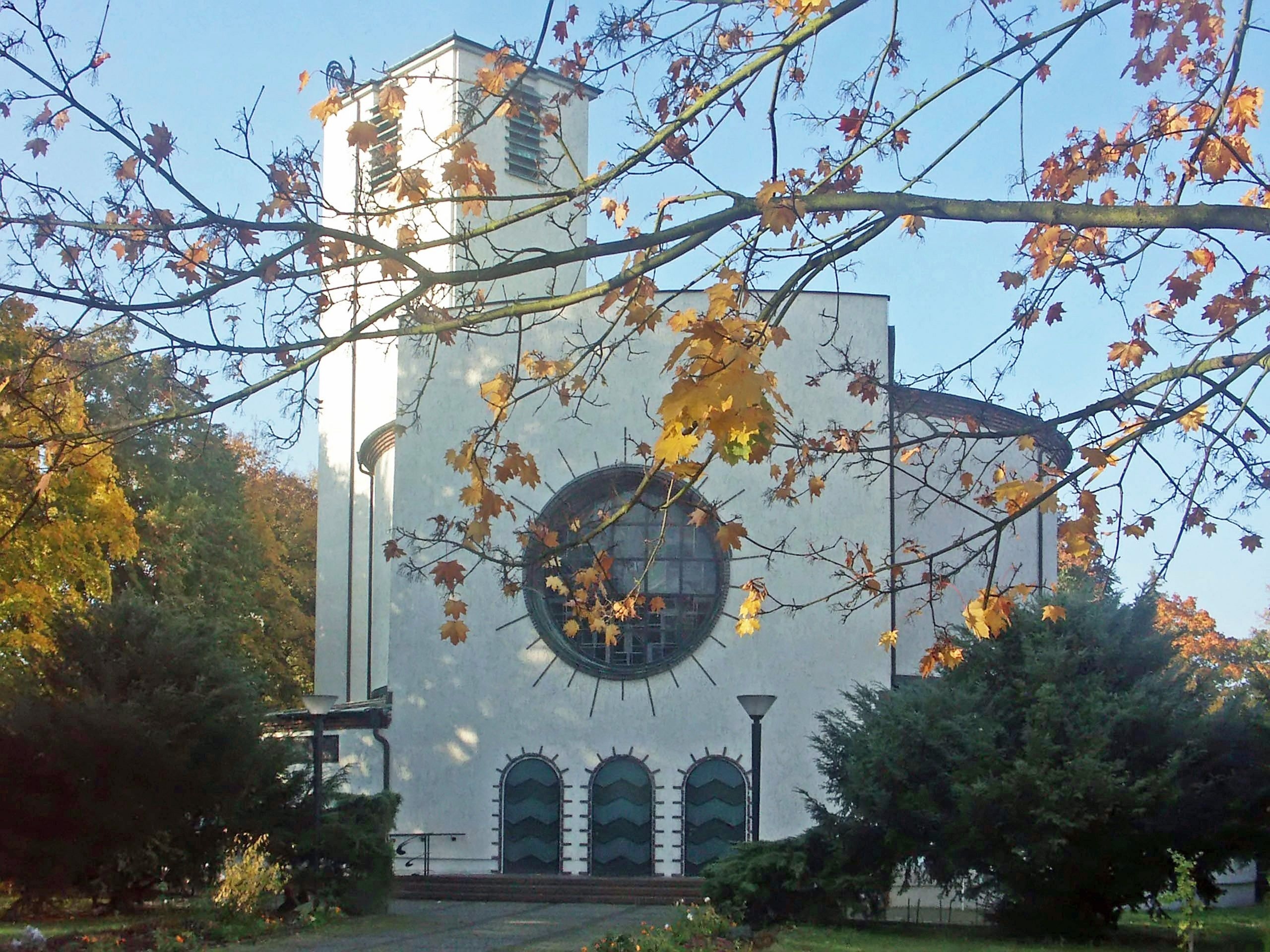
St.-Bonifatius-Kirche

1930 wurde in der Biedermannstraße im Andenken an die im Ersten Weltkrieg gefallenen katholischen Kaufleute die St.-Bonifatius-Kirche errichtet. 1931 wurde das benachbarte St.-Elisabeth-Krankenhaus eröffnet. Ein weiteres Krankenhaus kam 1936 hinzu, als die 1899 von Theodor Kösser errichtete Villa Schomburgk in der Prinz-Eugen-Straße als Krankenhaus Bethanien und damit auch als erste Belegklinik in Sachsen genutzt wurde. Seit 2014 ist das Haus ambulantes Rehazentrum des Elisabeth-Krankenhauses.
Die Luftangriffe auf Leipzig im Zweiten Weltkrieg führten in Connewitz zu beträchtlichen Zerstörungen. Fast die Hälfte der Wohnbauten nördlich des Kreuzes, Teile der Herderstraße (unter anderem die Schule), der Brandstraße (Vergnügungsetablissement Friedrichshallen) und der heutigen Wolfgang-Heinze-Straße waren betroffen, ebenso die Connewitzer Mühle, das Wald-Café, die Gaststätte Zum Wassergott und große Teile des Gaswerkes. Am 18. April 1945 besetzten Truppen der US-Army die Stadt und nach der Übernahme durch die Rote Armee am 2. Juli 1945 wurde Leipzig Bestandteil der Sowjetischen Besatzungszone.

### Connewitz 1945–1989

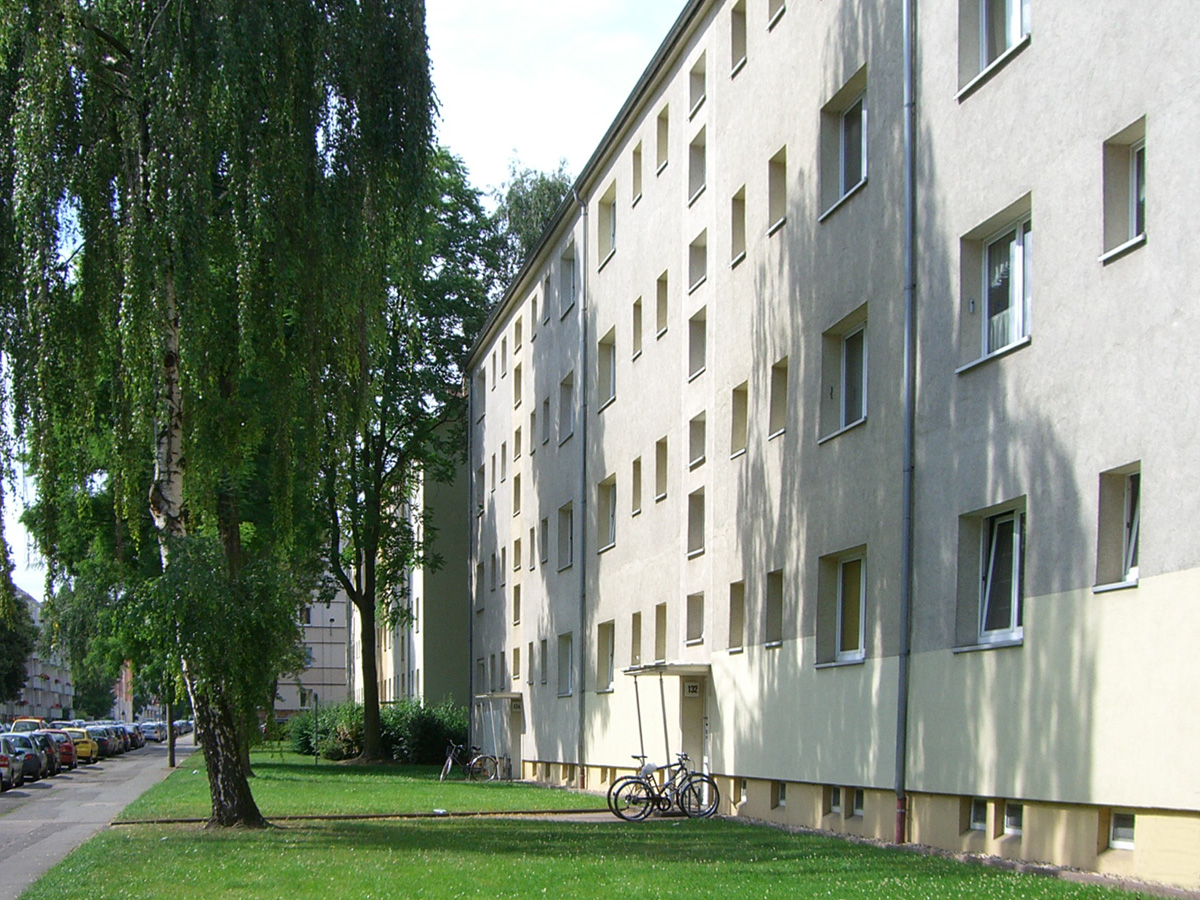
Um 1960 erbaute Wohnhäuser in der Bernhard-Göring-Straße

Nach der Beräumung der Kriegstrümmer wurde in den 1950er- und den frühen 1960er-Jahren versucht, die Lücken in der Bebauungsstruktur zu schließen. Es wurden vorwiegend vierstöckige, meist schlichte Wohnhäuser errichtet, so in der Brand- und der Windscheidstraße, in der Bernhard-Göring- und der Richard-Lehmann-Straße sowie am Hildebrandplatz. 1953 wurde der erste Bauabschnitt der Ingenieurschule der Deutschen Post begonnen und 1958 der Erweiterungsbau der Technischen Hochschule (jetzt HTWK).
1969 entstanden die Kaufhalle am Kreuz und die Schwimmhalle in der Arno-Nitzsche-Straße, die 2004 geschlossen wurde. 1970 wurde die Studentensporthalle neben der Schwimmhalle übergeben.
Von 1957 bis 1962 wurde das Gaswerk wesentlich erweitert, um die Versorgung Leipzigs mit Stadtgas zu sichern. 1977 wurde die Gaskokerei stillgelegt und das Stadtgas bis zur Umstellung auf Erdgas aus dem Gaskombinat Schwarze Pumpe bezogen. 1984 bis 1987 wurde auf dem Gelände ein Heizkraftwerk auf Braunkohlenbasis errichtet, das seinen Betrieb umweltbedingt aber 2004 einstellte und bis auf die Esse wieder abgerissen wurde.
Wegen der Unterbrechung der Fernstraßen F2 und F95 durch den Braunkohlenbergbau südlich von Leipzig wurde Anfang der 1980er-Jahre die neue vierspurige F2 gebaut, die über Markkleeberg kommend Leipzig durch das Connewitzer Holz an der Wundtstraße erreicht. Dadurch erhielt Connewitz mit zwei Auffahrten direkten Anschluss an das Fernstraßennetz.
Der während der DDR-Zeit überall anzutreffende Verfall der Altbausubstanz machte sich in dem alten Teil von Connewitz um die Biedermannstraße besonders bemerkbar. Deshalb waren ein großflächiger Abriss und ein Ersatz durch Großplattenbauten vorgesehen und auch bereits begonnen, als die Ereignisse von 1989/90 (erste Volksbaukonferenz) dem zunächst ein Ende setzten.

### Connewitz nach 1989

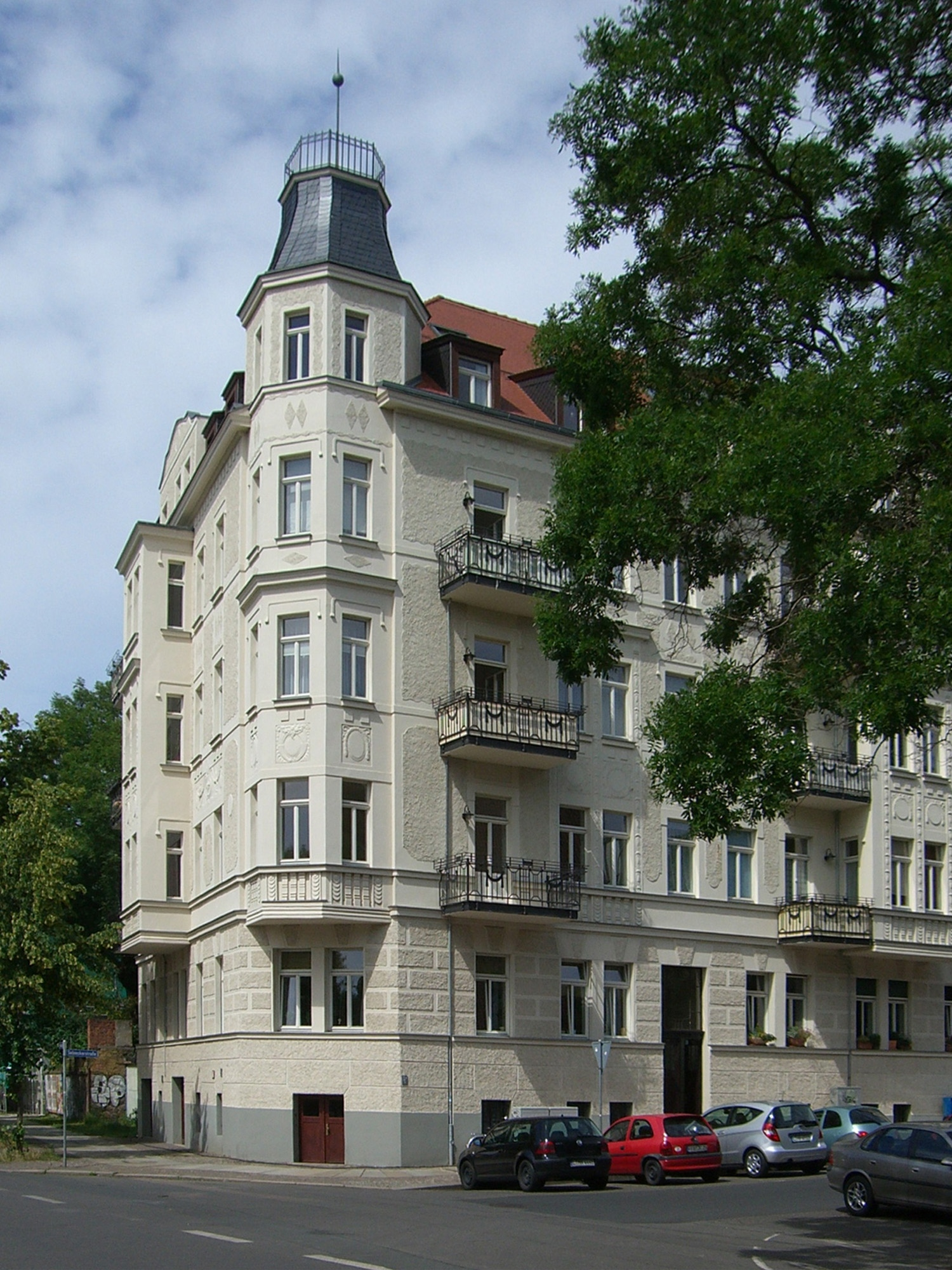
Sanierter Altbau an der Ecke Selnecker-/Windscheidstraße

Seit 1991 ist der von der Wolfgang-Heinze-Straße, der Meusdorfer und der Bornaischen Straße umgrenzte Bereich zum Sanierungsgebiet erklärt (dem ersten förmlich festgelegten und bestätigten in Sachsen), in dem eine behutsame Stadterneuerung erfolgt. Durch ein Sofortprogramm von 1991 wurden zunächst 33 Häuser vor dem Verfall bewahrt. Der weitere Aufbau war trotzdem nicht ganz ohne Abrisse möglich. Die Neubauten wurden aber der Connewitzer Gebäudetypik angepasst. Es wurde auch auf entsprechende soziale Ausgewogenheit geachtet (Seniorenwohnanlagen neben Stadthäusern für junge Familien).
Mit Hausbesetzungen in zunächst unsanierten Häusern in Alt-Connewitz bildete sich eine alternative Szene. Zu besonderen Anlässen wie 1. Mai und Silvester kommt es regelmäßig zu Zusammenstößen und gewalttätigen Auseinandersetzungen mit der Polizei. Die Verhältnisse bezüglich der Hausbesetzungen entschärften sich dadurch, dass die ehemaligen Hausbesetzer eine städtisch geförderte Alternative Wohngenossenschaft Connewitz e.G. gründeten. Die im April 1998 gebildete Interessengemeinschaft Connewitz aus Bewohnern, Investoren und Gewerbetreibenden bemüht sich, das Image von Connewitz zu verbessern.
Am 11. Januar 2016 kam es zum Überfall auf Connewitz durch etwa 250 Neonazis und Hooligans. Mit Eisenstangen, Äxten und Pyrotechnik bewaffnet griffen sie Menschen und Geschäfte an und demolierten Autos und Wohnhäuser. Es entstand ein Sachschaden von 113.000 Euro. 215 der Beteiligten wurden festgenommen. Die gerichtliche Aufarbeitung kam nur schleppend voran. Im August 2018 kam es zur ersten Verurteilung. Fünf Jahre nach dem Überfall stand für 66 Angeklagte ein Prozesstermin noch aus.

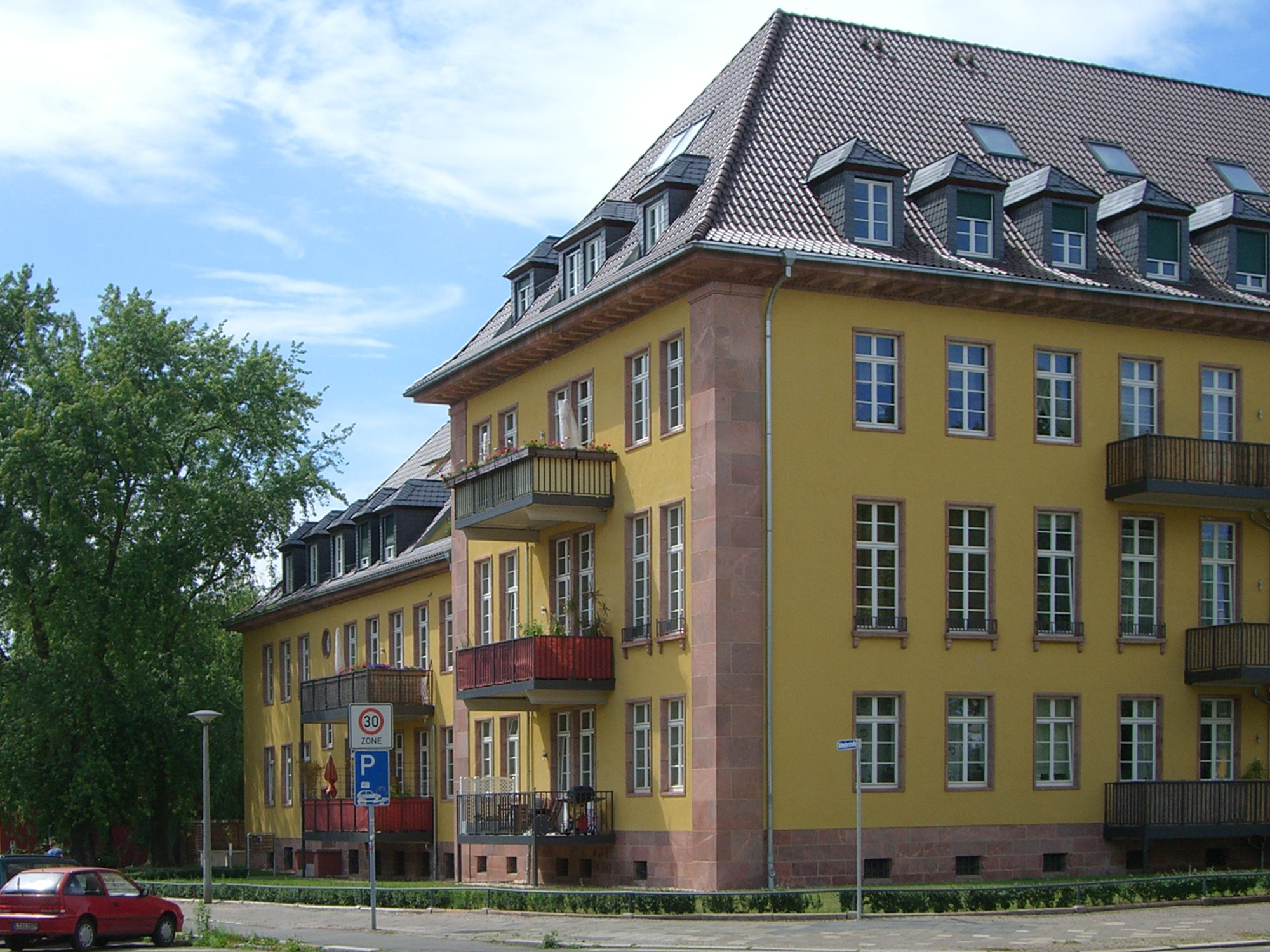
Ehemalige Kaserne in der Windscheidstraße

Im überwiegenden Teil von Connewitz wurden die Wohnbauten saniert bzw. rekonstruiert, so dass die Schönheit der Gründerzeithäuser wieder zu Tage trat, aber auch in Alt- und DDR-Bauten der Wohnkomfort wesentlich verbessert wurde. Es wurden auch neue Wohngebiete erschlossen (untere Ecksteinstraße) bzw. ganze Straßenzüge mit maroden Altbauten saniert und durch Neubauten ergänzt (Ernestistraße, Teichstraße). Ein weiteres Objekt ist der ehemalige, 1939 für das Armeeoberkommando 10 unter Walter von Reichenau und seinem damaligen Chef des Stabes Friedrich Paulus errichtete Kasernenbau in der Windscheidstraße, der nach 1945 von der Roten Armee genutzt wurde. Er ist in inzwischen in eine Wohnanlage umgewandelt und der Rest des Geländes mit Einfamilienhäusern bebaut worden.
In der Nähe des Connewitzer Kreuzes wurden neue Gebäude für die Sparkasse und die AOK errichtet. An den beiden Hochschulen in Connewitz und am Elisabeth-Krankenhaus wurden beträchtliche Erweiterungsbauten vorgenommen. Die wenigen in Connewitz vorhandenen Industriebetriebe wurden nach der Wende stillgelegt. Zu ihrer Umnutzung für kulturelle, Wohn- und Gewerbezwecke vergleiche den Abschnitt Gewerbe.
Eine über Connewitz hinausgehende Bedeutung hat nach der Wende das Haus der Demokratie in der Bernhard-Göring-Straße erlangt. 1903 als Waisenhaus errichtet, diente es bis zu seiner Zerstörung im Zweiten Weltkrieg als Lehrlingsheim, Lazarett und Kinderheim. Nach seinem Wiederaufbau war es ab 1952 Konstruktionsbüro, bis 1983 die Stadtleitung der SED einzog. Seit 1990 wird es vom Verein Haus der Demokratie Leipzig e. V. betrieben und bietet zahlreichen Vereinen und Initiativen eine Heimstatt. Die Mieter- bzw. Mitgliederliste des Hauses weist 50 Positionen aus (2009) und reicht von Einrichtungen zur Umwelt (z. B. Umweltbibliothek Leipzig) über Bildung und Kultur (Leipziger Lehrerverein e. V.), Soziales, Senioren und Politik (Stadtbezirksbeirat Süd) bis zum Tanzcafé Ilses Erika und der Kinobar Prager Frühling.
Im Jahre 1992 wurde die Verwaltungsstruktur in Leipzig neu gegliedert. Connewitz ist nun einer der heute 63 Ortsteile von Leipzig etwa in seinen alten Flurgrenzen bis auf den Fockeberg, der jetzt zur Südvorstadt zählt, und den Bereich von Marienbrunn, das ein selbständiger Ortsteil wurde.

## Bevölkerung

Prozentuale Bevölkerungsentwicklung von Connewitz nach 1991 im Vergleich zu jener der Stadt Leipzig

| Jahr | Einwohner |
| ---- | --------- |
| 1818 | 00380     |
| 1834 | 00931     |
| 1844 | 01.550    |
| 1875 | 05.653    |
| 1890 | 10.596    |

| Jahr | Einwohner |
| ---- | --------- |
| 1900 | 15.030    |
| 1910 | 24.257    |
| 1925 | 28.600    |
| 1981 | 19.703    |
| 1992 | 13.981    |

| Jahr | Einwohner |
| ---- | --------- |
| 2000 | 13.819    |
| 2005 | 15.554    |
| 2010 | 17.010    |
| 2015 | 18.487    |
| 2020 | 19.337    |
| 2024 | 19.946    |

Stand: 31.12. des jeweiligen Jahres

## Politik
Der Stadtbezirksbeirat des Stadtbezirkes Süd ist für Connewitz wie für die übrigen Ortsteile des Stadtbezirkes zuständig. Seine elf Mitglieder werden nach jeder Kommunalwahl auf Vorschlag der im Stadtrat vertretenen Parteien von der Ratsversammlung gewählt. Die Sitzungen des Stadtbezirksbeirats Süd finden in Connewitz im Haus der Demokratie statt.
Bei den Wahlen zum Sächsischen Landtag gehört Connewitz seit 2024 zum Wahlkreis Leipzig 4, bei Bundestagswahlen zum Bundestagswahlkreis Leipzig II (Wahlkreis 152).
Die Bundestagswahl 2025 führte bei einer Wahlbeteiligung von 87,7 % zu folgendem Zweitstimmenergebnis:
| Partei    | Connewitz | Stadt Leipzig |
| --------- | --------- | ------------- |
| Die Linke | 42,4 %    | 22,5 %        |
| AfD       | 08,6 %    | 21,9 %        |
| CDU       | 10,0 %    | 16,6 %        |
| Grüne     | 18,2 %    | 13,6 %        |
| SPD       | 10,3 %    | 10,7 %        |
| BSW       | 05,4 %    | 07,4 %        |
| FDP       | 01,7 %    | 03,2 %        |
| Sonstige  | 03,5 %    | 04,3 %        |

Connewitz gilt überregional als Hochburg der linken und alternativen Szene und wird oft mit Punks, Autonomen, der Antifa und der Hausbesetzerszene assoziiert. Diese stellen jedoch nur eine kleine Minderheit der Bevölkerung von Connewitz und konzentrieren sich vor allem auf das sogenannte Bermuda-Dreieck zwischen Bornaischer, Meusdorfer und Wolfgang-Heinze-Straße. Wichtige Treffpunkte dieser ausgesprochen heterogenen Szene sind das von der Linkspartei betriebene linXXnet und das alternative Kulturzentrum Conne Island.

## Sehenswürdigkeiten und Kultur

### Sehenswürdigkeiten
Connewitzer Kreuz
Steinsäule mit Kreuzdarstellung am südlichen Ende der Karl-Liebknecht-Straße, 1536 als Leipziger Weichbildzeichen errichtet. Seit 1994 steht an dieser Stelle eine Kopie. Das Original befindet sich im Stadtgeschichtlichen Museum Leipzig. (Abbildung am Artikelanfang)

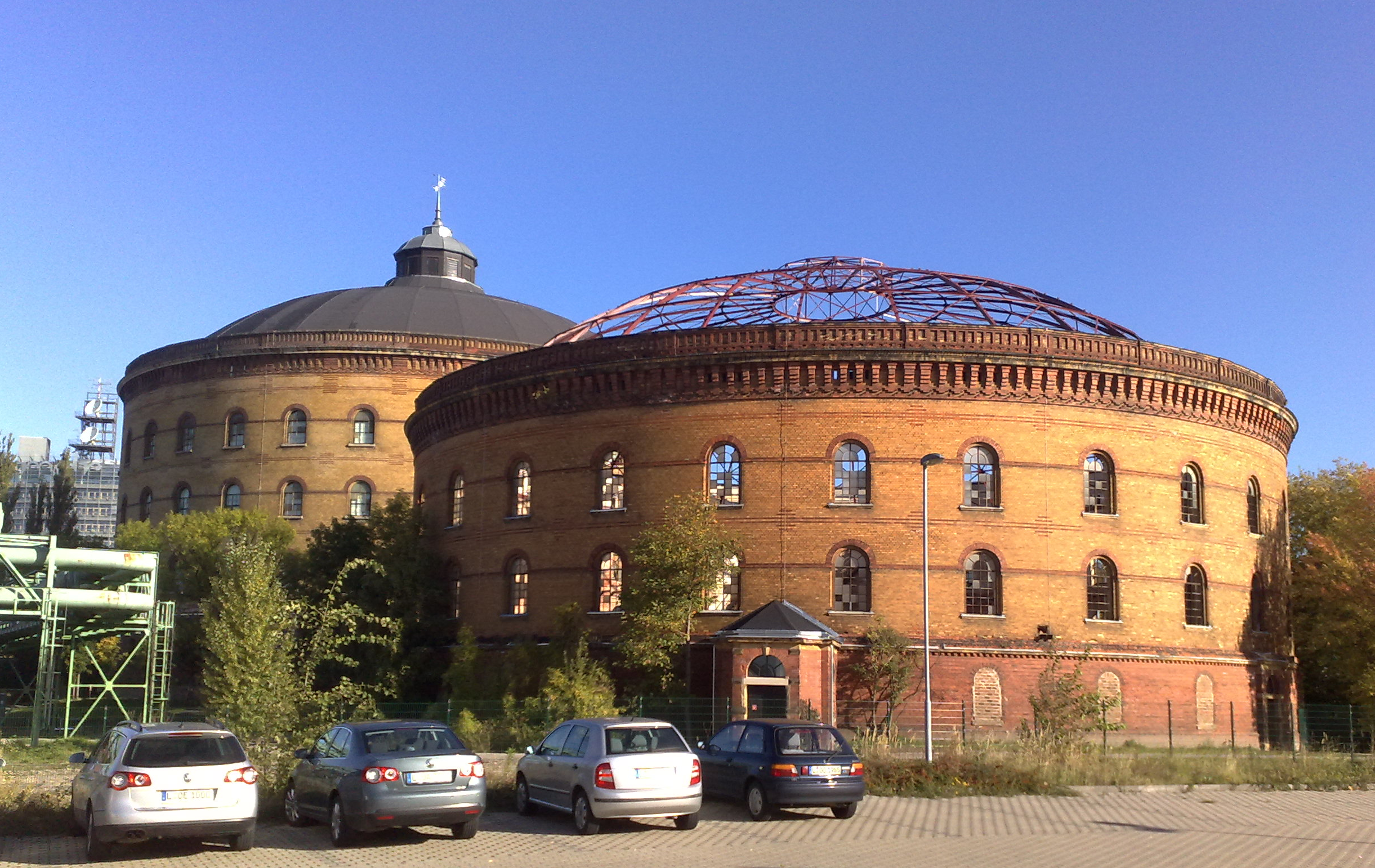
Panometer
 Panometer Leipzig (Kunstwort aus „Pano“-rama und Gaso-„meter“) in der Richard-Lehmann-Straße. Der Künstler Yadegar Asisi hat die alte Technik der Panoramabilder in einem verlassenen Gasometerbau der Stadtwerke Leipzig mit den heutigen technischen Möglichkeiten verbunden. Im Panometer Leipzig werden auf einer Fläche von circa 100 × 30 Meter die größten Panoramabilder der Welt gezeigt, jeweils mit thematischen Ausstellungen verbunden. Nach einem Bild vom Mount Everest (2003–2005), einer Darstellung Roms im Jahre 312 (2005–2009) und einem Blick in den brasilianischen Regenwald („Amazonien“, 2009–2013) war von August 2013 bis September 2015 Leipzig nach der Völkerschlacht 1813 zu sehen. Von Oktober 2015 bis Januar 2017 hing das Panorama Great Barrier Reef. Seither ist das Panorama Titanic zu sehen.

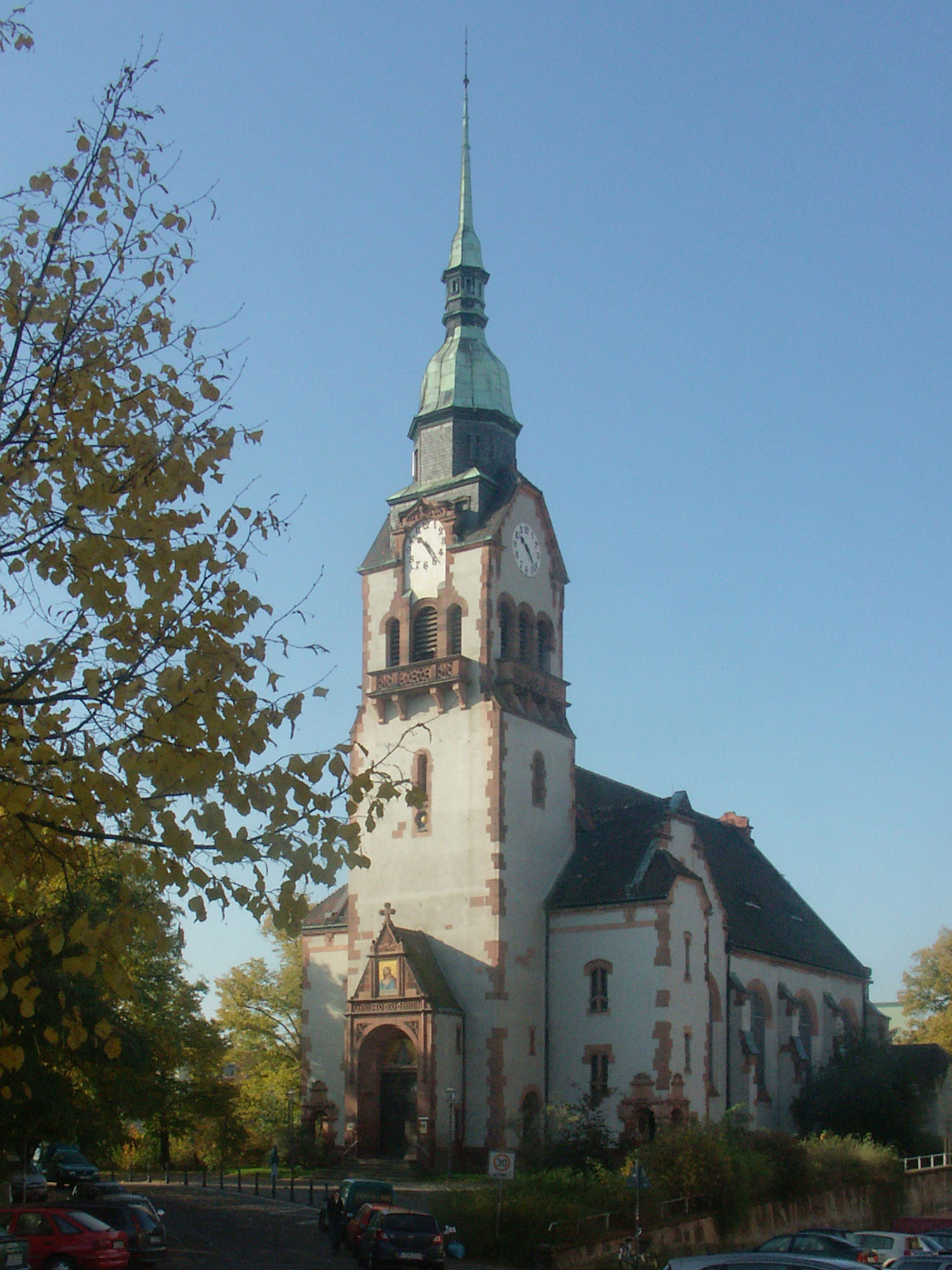
Paul-Gerhardt-Kirche
Die Paul-Gerhardt-Kirche in der Nähe des Connewitzer Kreuzes ist eine der beiden Kirchen der evangelisch-lutherischen Kirchgemeinde Leipzig-Connewitz-Lößnig. Der an den Formen der deutschen Renaissance orientierte Bau des Architekten Julius Zeißig aus dem Jahre 1900 besitzt an seiner östlichen Eingangsseite einen 60 Meter hohen Turm. Der insgesamt 650 Besucher fassende Innenraum wird von einem hölzernen Tonnengewölbe mit ornamentaler Bemalung überspannt. In den 1954 geschaffenen Bildern der Kirchenfenster wird jeweils Bezug auf ein Lied des Kirchenlieddichters Paul Gerhardt genommen, dessen Namen die Kirche seit 1934 trägt. (Abbildung im Abschnitt Connewitz als Leipziger Stadtteil)
St.-Bonifatius-Kirche
Die St.-Bonifatius-Kirche am südlichen Ende der Biedermannstraße gilt als einer der wichtigsten katholischen Kirchenbauten in Deutschland zwischen den beiden Weltkriegen. Der Bau des Architekten Theo Burlage ist eine Rundkirche im Stile des Art déco mit einer flachen, innen vergoldeten Kuppel und einer bedeutenden spätexpressionistischen Innenausstattung (Terrakotta-Figuren).
Wildpark Leipzig
Im Wildpark Leipzig im südlichen Teil des Connewitzer Auenwaldes können auf einem Areal von 42 Hektar bei kostenlosem Eintritt etwa 40 Arten in Mitteleuropa heimischer Tiere in naturnah gestalteten Gehegen beobachtet werden.

### Kultur

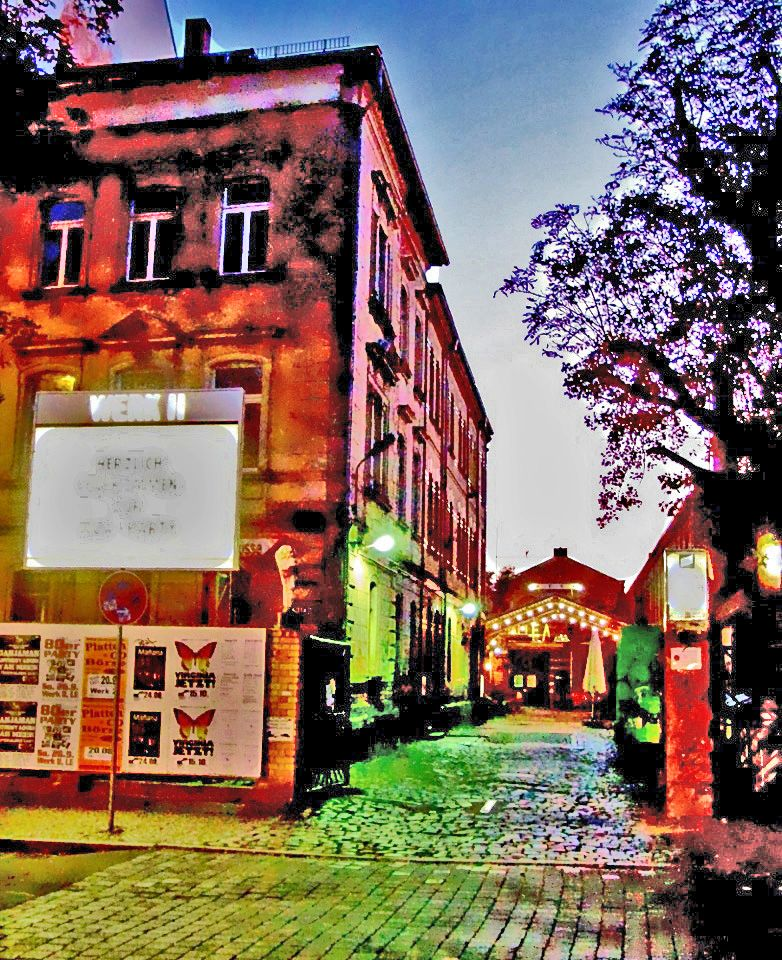
Werk II

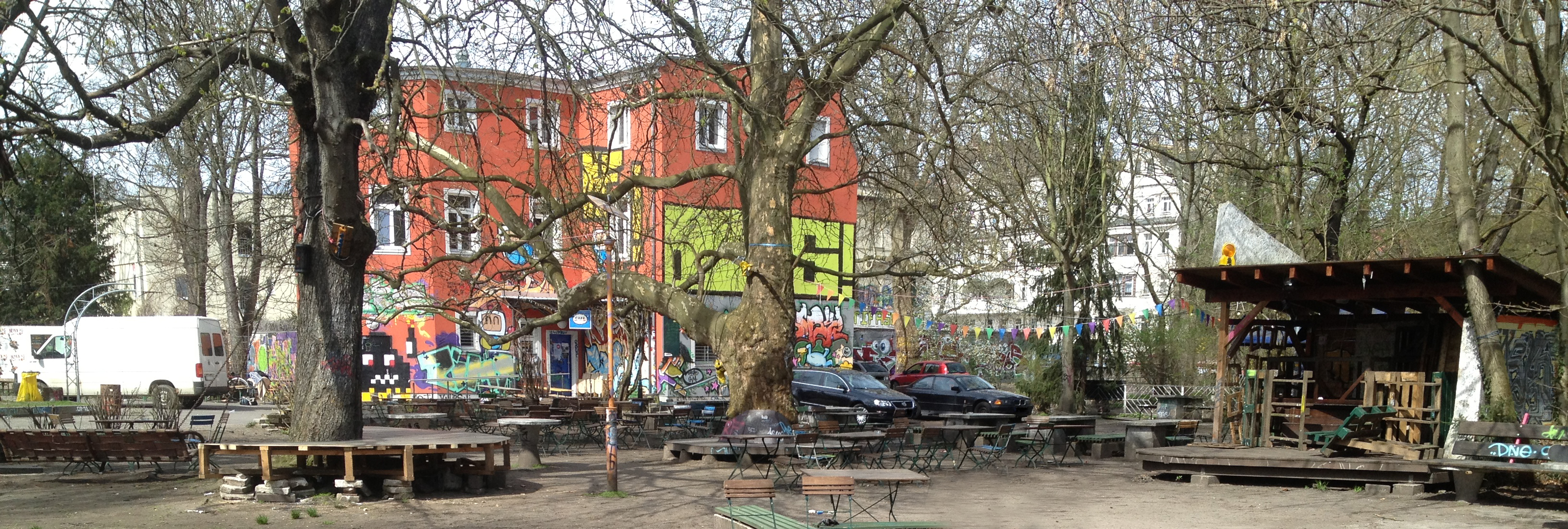
Conne Island

Einen wesentlichen Beitrag zur kulturellen Arbeit in Connewitz leistet das Werk II. Es ist ein soziokulturelles Zentrum auf dem Gelände des ehemaligen Betriebsteils Werk II des VEB Werkstoffprüfmaschinen Leipzig direkt am Connewitzer Kreuz. Es bietet Kurse und Vereinsleben an (z. B. Keramik, Glasbläserei, Grafikdruck, Senioren Computer Club), enthält Künstlerateliers sowie Büros von kulturellen Gruppen und Vereinen. In einer 1000 Quadratmeter großen Halle wird ein breites Spektrum von Veranstaltungen geboten, das von Discos bis hin zu Konzerten international bedeutender Bands reicht, wofür sich der Einzugsbereich über die ganze Stadt erstreckt.
Das Werk II ist auch Heimstatt des Off-Theaters Cammerspiele Leipzig. Die Cammerspiele sind das kleinste Theater der Stadt. Fast zum Greifen nah ist das Geschehen auf der Cammer-Bühne. Die Stücke werden von erfahrenen Regisseuren und Darstellern der Leipziger freien Szene erarbeitet und gespielt. Die Cammerspiele gastieren aber auch in anderen Spielstätten.
Neben dem Werk II hat sich das UT Connewitz in den letzten Jahren als Veranstaltungsort etabliert, der sich mit Konzerten, Kinovorführungen und anderem an ein alternatives Szenepublikum richtet. Der in einem Hof befindliche Bau mit direktem Straßenzugang ist das älteste noch erhaltene Lichtspieltheater Leipzigs (1912). Es wird seit 2001 vom Verein UT Connewitz e. V. betreut, der es vor dem Verfall rettete.
Szenekneipen und Clubs, wie das Jugend-Kulturzentrum Conne Island, die Kulturwirtschaft Waldfrieden Connewitz und Ilses Erika im Haus der Demokratie, wenden sich mit einem vielseitigen Veranstaltungsangebot ebenfalls an ein im Wesentlichen alternativ geprägtes Publikum.

## Wirtschaft und Infrastruktur

### Gewerbe

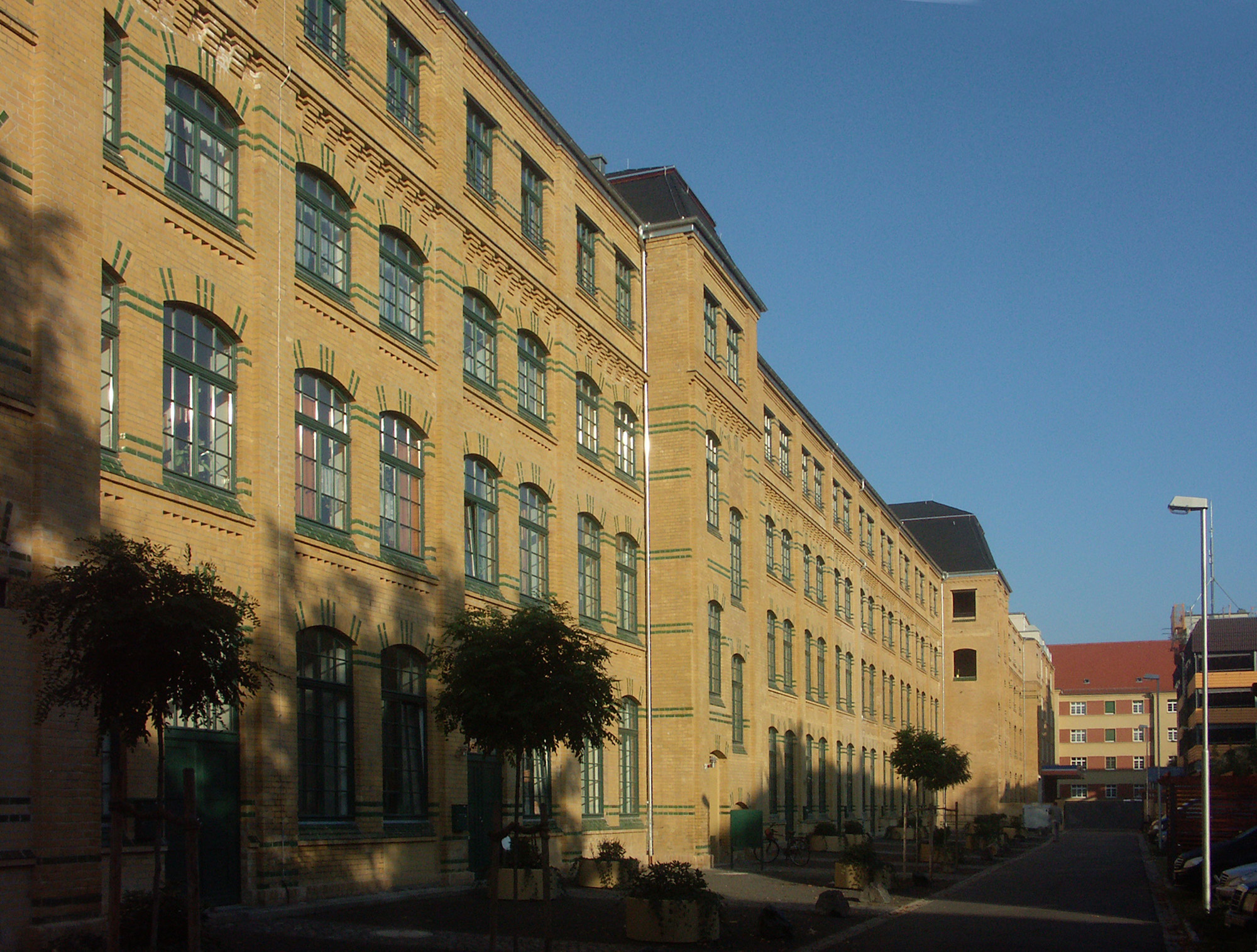
„Südcenter“ im ehemaligen Fahrzeuggetriebewerk

Wie in allen Stadtteilen Leipzigs entwickelten sich in den Höfen der Gründerzeitbauten Handwerksbetriebe und Kleingewerbe, die zum Teil auch heute noch vorhanden sind.
Im Gegensatz etwa zu den Stadtteilen im Westen Leipzigs kam es in Connewitz nur punktuell zur Ansiedlung von Industriebetrieben. Das waren beispielsweise 1875 eine Brauerei in der Biedermannstraße (später Kronen-Brauerei Bruno Ermisch), 1882–1885 die Gasanstalt mit späteren Erweiterungen (1984–1987 zusätzlich Neubau eines Heizkraftwerkes), eine Fabrik für Gasmessgeräte und eine Eisengießerei am Kreuz (später VEB Werkstoffprüfmaschinen Leipzig). Gustav Edmund Reinhardt gründete 1897 eine Buchdruck-Metallutensilien- u. Maschinen-Fabrik an der damaligen Waisenhausstraße, die seit 1949 Arno-Nitzsche-Straße heißt. Die ehemalige G. E. Reinhardt, Buchdruck-, Utensilien- und Liniermaschinenfabrik an der Arno-Nitzsche-Straße 19 wurde 1958 mit dem Köllmann-Getriebebau in Liebertwolkwitz zum VEB Fahrzeuggetriebewerke „Joliot-Curie“ zusammengeführt, der ab 1978 dem VEB IFA-Kombinat Nutzfahrzeuge Ludwigsfelde unterstellt war.
Da bis auf das Gaswerk alle Betriebe in Wohngebieten lagen, konnte die Mehrzahl dieser Gewerbeimmobilien nach der Wende und den darauf folgenden Stilllegungen gut für andere Zwecke nutzbar gemacht werden: Aus dem Werksgelände des VEB Werkstoffprüfmaschinen wurde die Kulturfabrik Werk II und auf dem Gelände der abgerissenen Brauerei entstand ein Wohnpark. Als technisches Denkmal wurde die ehemalige Maschinenfabrik G.E. Reinhardt (VEB Fahrzeuggetriebewerk) zum „Südcenter“ umgestaltet, eine Wohnanlage mit integrierten Büros, Fitnesscenter und Discounter-Supermarkt. Damit ist Connewitz praktisch ohne größere Industriebetriebe, bis auf das Gelände des ehemaligen Gaswerks bzw. des inzwischen wieder abgerissenen Heizkraftwerks, auf dem die Stadtwerke Erdgas zwischenspeichern und verteilen. Andere Firmen nutzen das Gelände ebenfalls. Dazu zählen auch die Asisi Factory im Panometer und die DVB-T-Fernseh-Sendeantenne auf dem Schornstein des ehemaligen Heizkraftwerkes.
Im Osten von Connewitz hat sich hinter dem Connewitzer Friedhof in der Köhraer und der Threnaer Straße eine aus Handwerksbetrieben und Dienstleistern bestehende Art Gewerbegebiet herausgebildet.
Der Einzelhandel in Connewitz konzentriert sich auf die vom Kreuz ausgehenden Hauptstraßen. Daneben gibt es inzwischen, etwas weiter verteilt, vier Discounter-Supermärkte.

### Verkehr

Bahn der „Stern“-Linie an der Mühlpleißenbrücke vor dem Sächsischen Haus (später Haus Connewitz („Schorschl“))

Im Mittelalter berührte die Handelsstraße Via Imperii in ihrem Verlauf von Leipzig nach Nürnberg das Dorf Connewitz. Später verlief eine Poststraße auf dieser Route. Heute folgen die Kochstraße und die Bornaische Straße diesem Verlauf. Mit der Errichtung der Landstraße von Probstheida nach Magdeborn in der ersten Hälfte des 19. Jahrhunderts (später F95) verlor diese Trasse an Bedeutung für den Fernverkehr. Heute hat Connewitz Anschluss an den Fernverkehr über die Bundesstraße 2 mit Auffahrten an der Richard-Lehmann-Straße und an der Wolfgang-Heinze-Straße.
1861 wurde eine Pferdeomnibuslinie zwischen Leipzig und Connewitz eröffnet. Als 1872 drei Leipziger Pferdebahn-Linien ihren Betrieb aufnahmen, führte eine davon nach Connewitz. Auch bei der Elektrifizierung der Pferdebahn-Linien zur „Blauen“ Straßenbahn war die Connewitzer Linie im April 1896 die erste. 1900 wurde die Leipziger Außenbahn AG (LAAG) gegründet, deren mit einem Stern bezeichnete Linie über Connewitz nach Gautzsch (Markkleeberg-West) verkehrte.
Innerstädtisch sind heute die wichtigsten Straßen in Connewitz die Karl-Liebknecht-Straße, die Bornaische Straße und die Wolfgang-Heinze-Straße. In ihnen verkehren die Straßenbahnlinien 9, 10 und 11 sowie die Buslinien 70, 79, 89 und 107 der Leipziger Verkehrsbetriebe.
Connewitz wird von der Bahnstrecke Leipzig–Hof tangiert. Obwohl der Abschnitt Leipzig–Altenburg dieser Strecke bereits 1842 eröffnet wurde, entstand der an ihr liegende Bahnhof Connewitz erst 1888. Im gleichen Jahre wurde die eingleisige, nur für den Güterverkehr genutzte Verbindungsbahn Connewitz–Plagwitz durch den Auenwald fertiggestellt, deren Betrieb aber bereits 1925 wieder eingestellt wurde. Heute dient der Bahnhof Connewitz dem S-Bahn-Verkehr.

### Bildung

#### Schulen
In Connewitz wurden bisher sieben Schulen gebaut. Drei davon existieren heute noch als allgemeinbildende Schulen. (siehe Tabelle)

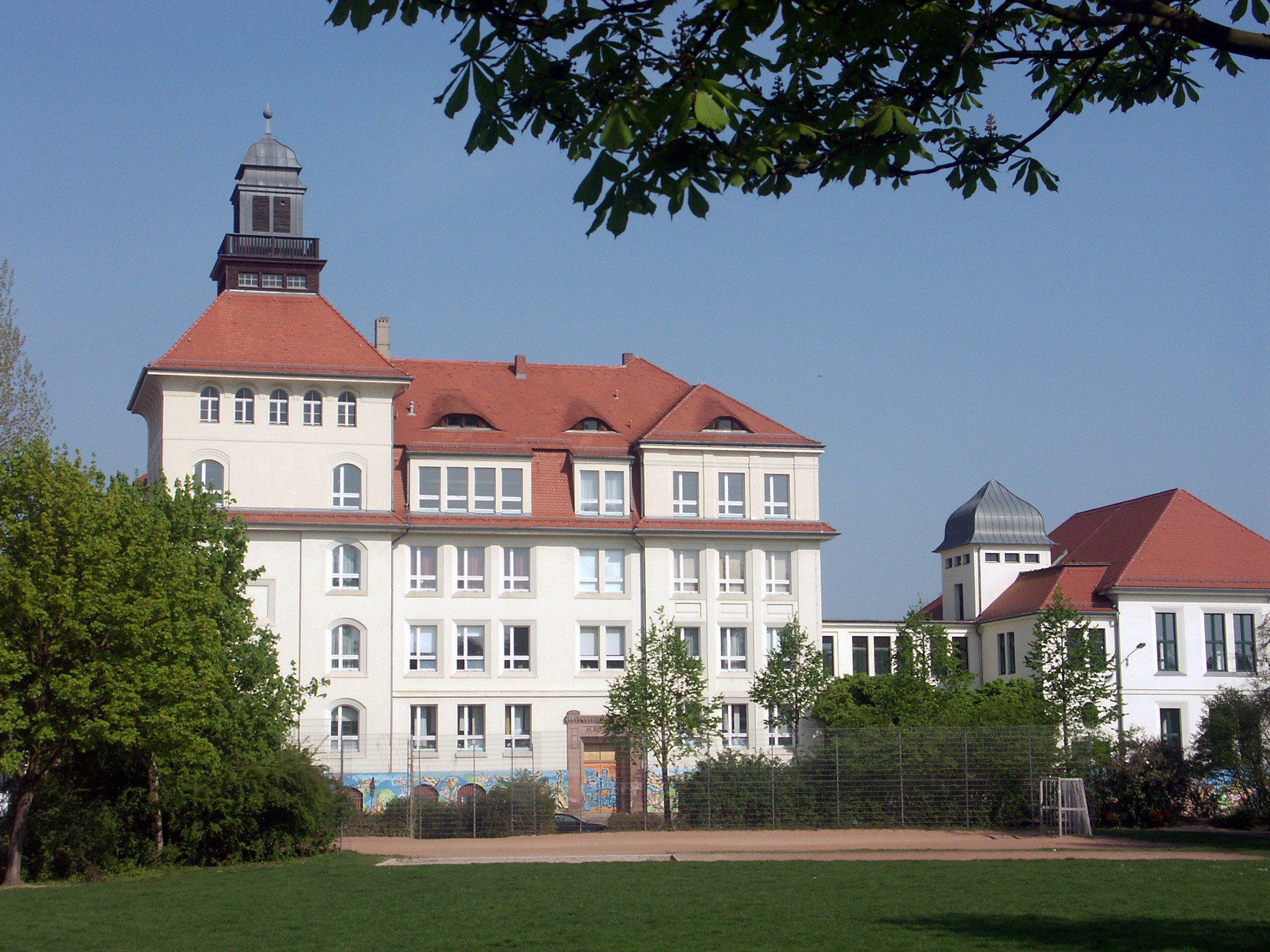
54. Schule an der Hildebrandstraße

| Erbaut | Lage                                  | Entwicklung |
| ------ | ------------------------------------- | --- |
| 1729   | Prinz-Eugen-Straße („Schulberg“)      | Lehrerwohnung mit Unterricht, 1852 ersetzt |
| 1852   | Prinz-Eugen-Straße („Schulberg“)      | erste Connewitzer Schule, heute Wohnhaus |
| 1865   | Brandstraße / Ecke Basedowstraße      | im Zweiten Weltkrieg zerstört, heute Wohnbebauung |
| 1880   | Herderstraße                          | im Zweiten Weltkrieg zerstört, heute Spielplatz |
| 1898   | Arno-Nitzsche-Straße (Waisenhausstr.) | XIV. Bürgerschule, 1948 Herderschule, seit 2007 Apollonia-von-Wiedebach-Schule – Oberschule (bis Mitte 2013 Mittelschule) |
| 1904   | Bornaische Straße                     | 7. Grundschule, ab 1977 POS Karl Jungbluth, 1992–2006 Theodor-Mommsen-Schule, Gymnasium, 2006–2011 Berufliches Schulzentrum 2, seit 2013 Louise-Otto-Peters-Schule, Gymnasium                                                                  |
| 1914   | Zwenkauer Straße / Hildebrandstraße   | V. Bürgerschule, 1948 54. Volksschule, später 54. Polytechnische Oberschule, 1992 Mittel- und Grundschule, seit 2005 ausschließlich Grundschule 54. Schule – Grundschule, 2010 Umbenennung in Schule Connewitz – Grundschule der Stadt Leipzig |
| 1931   | Hildebrandstraße                      | Höhere Mädchenschule Rudolf Hildebrand, im Zweiten Weltkrieg zerstört, heute Schulsport- und Spielplatz |

#### Hochschulen
Im nördlichen Teil von Connewitz befindet sich die Hochschule für Technik, Wirtschaft und Kultur Leipzig (HTWK).

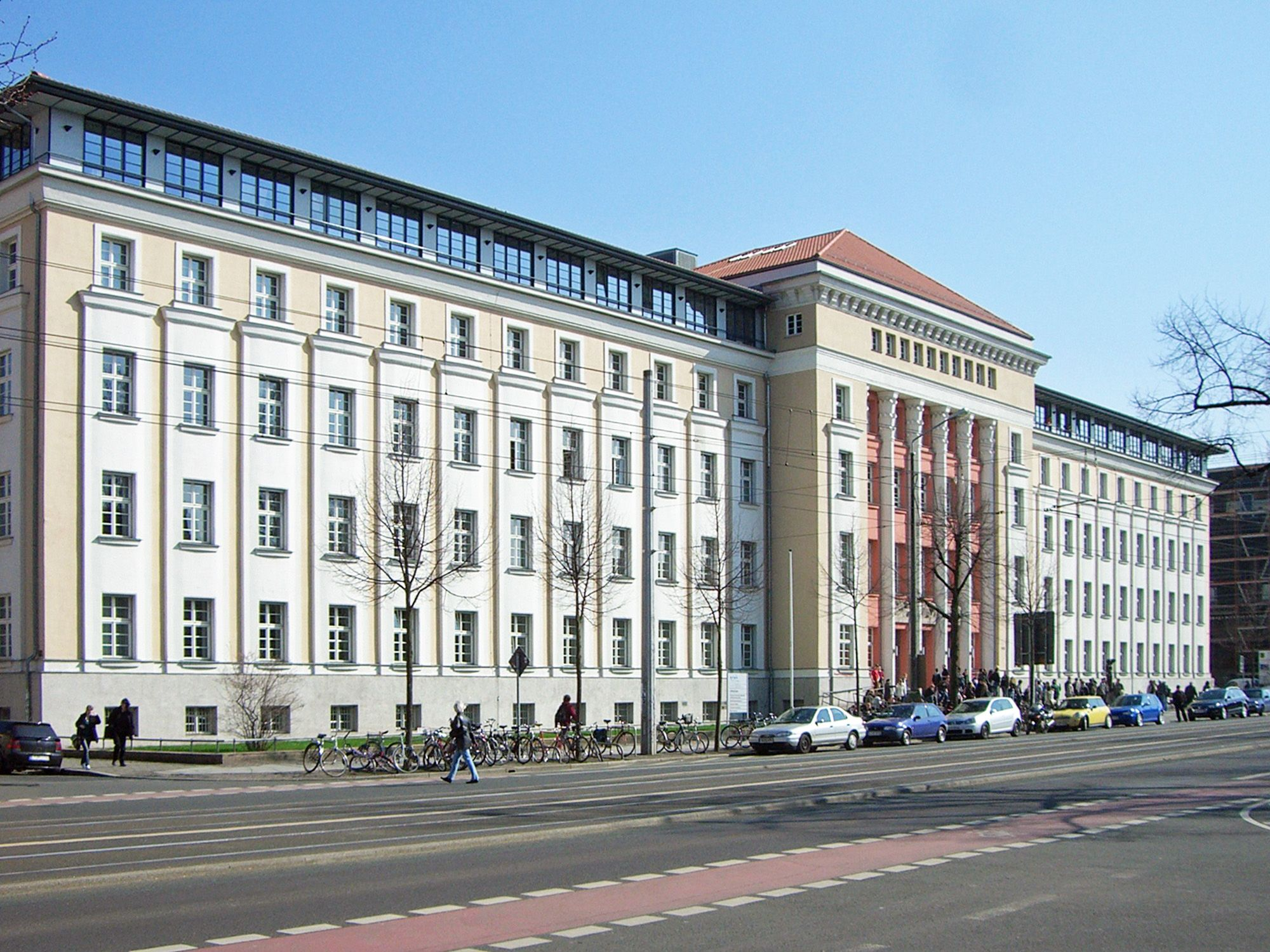
HTWK – Lipsius-Bau

Die HTWK entstand in ihrer heutigen Form 1992 aus verschiedenen Hoch- und Fachschulen. Sie ist die größte Fachhochschule Sachsens. An ihr sind über 6000 Studenten in den Fachrichtungen Bauwesen, Elektrotechnik, Informationstechnik, Informatik, Maschinen- und Energietechnik, Medien, Sozialwesen und Wirtschaftswissenschaften immatrikuliert. Obwohl einige Gebäude auch in anderen Stadtbezirken liegen, befinden sich die zentralen Einrichtungen, wie zum Beispiel Rektorat, Hochschulbibliothek und Mensa, sowie die meisten technischen Studiengänge am Campus Connewitz. Die einzelnen Bauten sind hier der Geutebrück-Bau (ehemalige Bauhochschule), der Lipsius-Bau (früher Verwaltungsgebäude der Oberpostdirektion bzw. Rat des Bezirkes während der DDR-Zeit), der Föppl-Bau (neues Laborgebäude), der Zuse-Bau, der Gutenberg-Bau, das neue Medienzentrum, die Hochschulbibliothek, ein Verwaltungsgebäude in der Eichendorffstraße und das neue Laborgebäude in der Gustav-Freytag-Straße. Auch die Sporthalle der Hochschule in der Arno-Nitzsche-Straße gehört zu Connewitz. Das jüngste Gebäude auf dem Campus ist der 2015 eröffnete Nieper-Bau der Fakultät Maschinenbau und Energietechnik.
Die Hochschule für Telekommunikation Leipzig (HfTL) der Telekom befand sich in der Gustav-Freytag-Straße. Sie ging 1991 aus der Ingenieurschule Leipzig der Deutschen Bundespost Telekom hervor, die im Zuge der Wiedervereinigung durch Übernahme der Ingenieurschule „Rosa Luxemburg“ der Deutschen Post der DDR entstanden war. Sie wurde als eine der ersten Fachhochschulen im Freistaat Sachsen anerkannt. Im Jahr 2007 erhielt die Fachhochschule den neuen Namen Hochschule für Telekommunikation Leipzig (FH). Sie wurde in privater Trägerschaft der Telekom betrieben. Über 500 Studierende waren im Direktstudium oder im dualen Studium immatrikuliert. Zum Jahresende 2022 wurde die Hochschule geschlossen, nachdem alle immatrikulierten Studierenden ihr Studium beenden konnten. Die Gebäude gingen an die Hochschule für Technik, Wirtschaft und Kultur, an der eine von der Telekom gestiftete Fakultät Digitale Transformation geschaffen wurde.

#### Bibliotheken
Neben den Bibliotheken der beiden Hochschulen ist besonders die Umweltbibliothek Leipzig im Haus der Demokratie in der Bernhard-Göring-Straße zu erwähnen. Sie wurde 1988 durch die AG Umweltschutz beim Jugendpfarramt Leipzig gegründet. Seit 1990 wird sie vom Verein Ökolöwe – Umweltbund Leipzig e. V. getragen. Sie ist mit 18.000 Medienträgern (Bücher, Broschüren, CD-ROMs, Videos, Spiele, Plakate, Folien, Karten und Pläne) eine der größten öffentlichen Umweltbibliotheken Deutschlands in freier Trägerschaft.

### Gesundheit und Betreuung

#### Gesundheitswesen

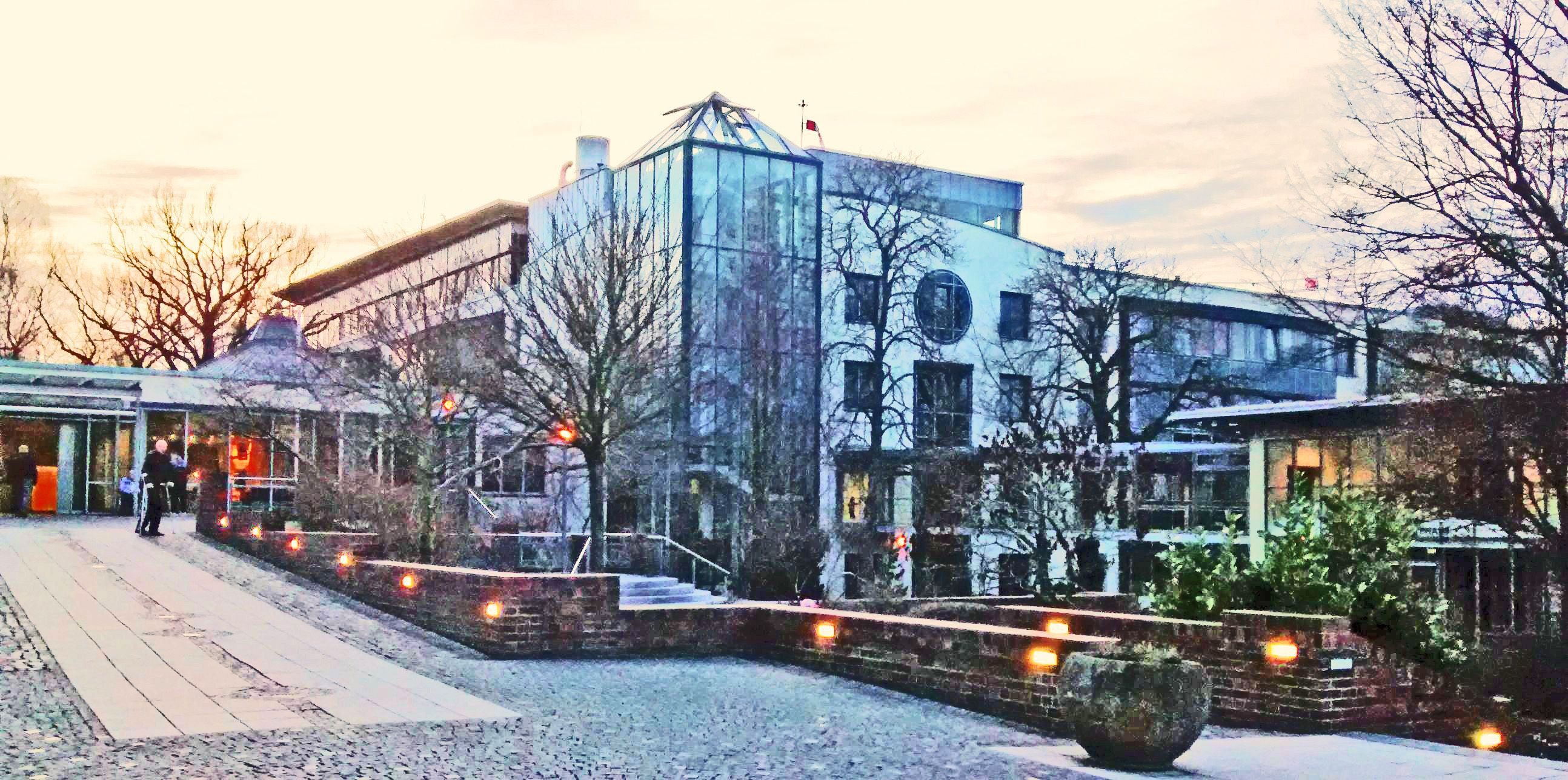
Neuerer Teil des Krankenhauses St. Elisabeth

Für die gesundheitliche Betreuung stehen der Connewitzer Bevölkerung 33 niedergelassene Ärzte, darunter 5 Allgemeinmediziner, zur Verfügung (Stand 2015). In Connewitz gibt es vier Apotheken.
Eine nicht nur für Connewitz bedeutsame Einrichtung ist das seit 1931 bestehende St. Elisabeth-Krankenhaus, das sich in der Trägerschaft der katholischen Kirche befindet. Es wurde nach der Wende wesentlich erweitert. 2022 wurden 19.374 Patienten stationär behandelt und 11.151 Operationen durchgeführt.

#### Kinderbetreuung
Die erste Kinderbetreuungseinrichtung wurde in Connewitz im Jahre 1912 als „Kinderbewahranstalt“ in der Meusdorfer Straße eröffnet. Dort befindet sich auch heute noch ein Kindergarten. Insgesamt gibt es in Connewitz neun Einrichtungen der Kinderbetreuung als Kindergärten, -krippen oder kombinierte Einrichtungen in verschiedener Trägerschaft.

#### Pflege- und Seniorenbetreuung
Als Betreuungsformen pflegebedürftiger und alter Menschen werden hier Pflegeheime und Arten des betreuten Wohnens betrachtet. Als Pflegeheim existiert in Connewitz das Senioren- und Pflegezentrum „Angelika-Stift“ an der Bornaischen Straße. Es wurde 1887 erbaut, 1997 saniert und durch einen Neubau erweitert. Es bietet 179 Pflegeplätze.
Einrichtungen des betreuten Wohnens gibt es in Connewitz drei. Sie beinhalten insgesamt 310 Wohnungen und befinden sich in Neubauten von 1998/99 bzw. in den Jahren 1999 und 2001 sanierten Altbauten.

### Sport und Freizeit

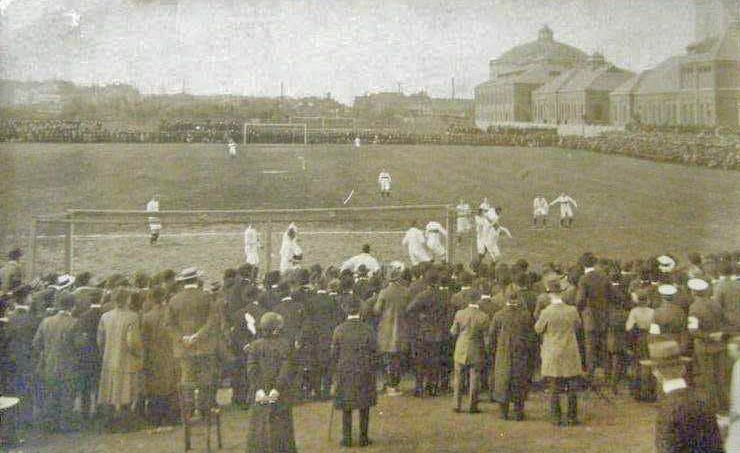
Sportpark Connewitz (1914)

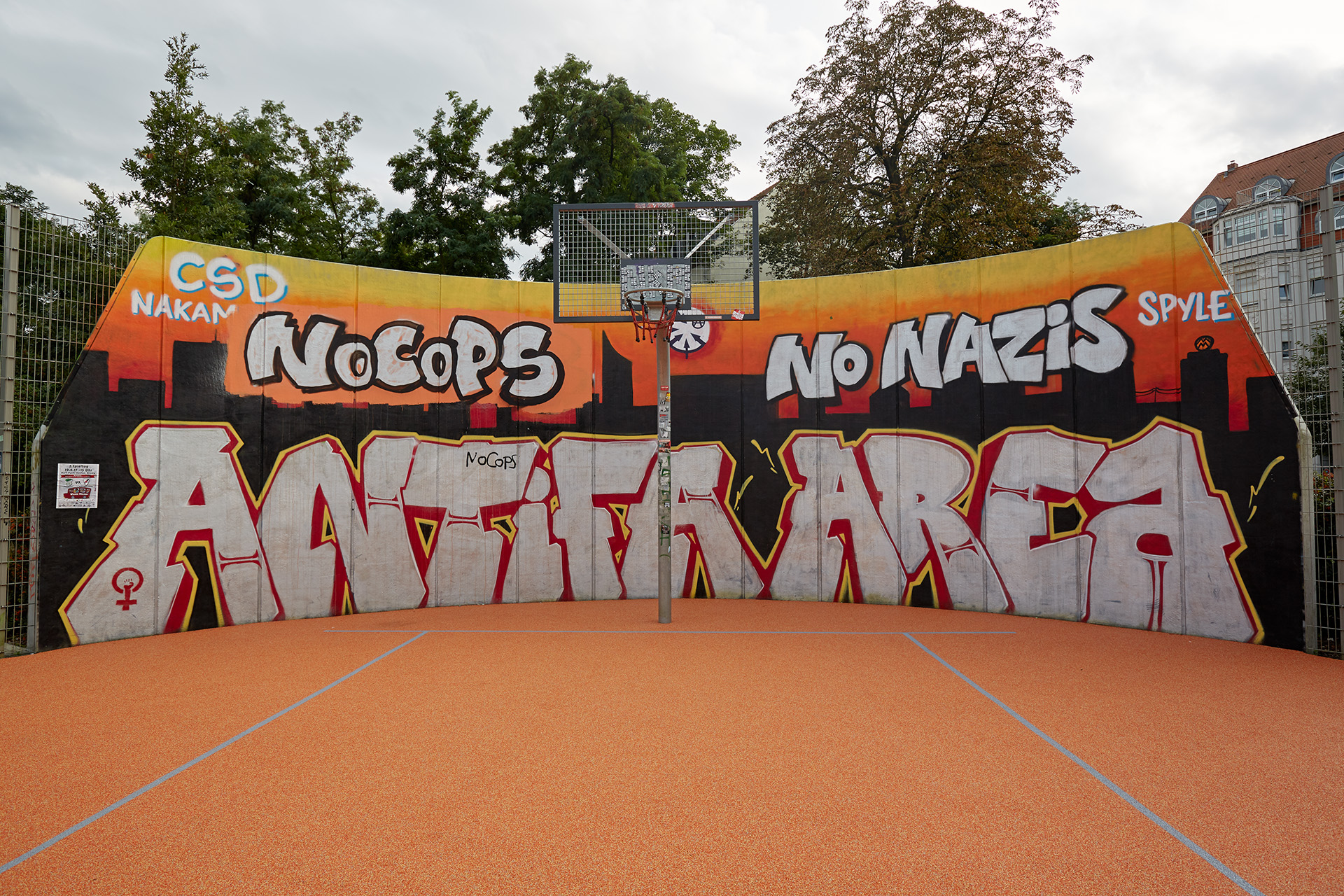
Streetballplatz am Connewitzer Kreuz (2017)

Bereits in den 1900er Jahren war an der Waisenhausstraße (heute Arno-Nitzsche-Straße) neben dem Gaswerk ein Sportplatz mit Stehplatztraversen für bis zu 25.000 Zuschauer errichtet worden, der Sportpark Connewitz, der vom FC Sportfreunde Leipzig genutzt wurde und der bis 1942 bestand.
Heute bietet das Connewitzer Holz mit seinem ausgebauten Wegenetz gute Möglichkeiten zu privater sportlicher Betätigung wie Joggen und Rad fahren.
Sportanlagen befinden sich an der Teichstraße und an der Neuen Linie im Connewitzer Holz. An ersterer ist Roter Stern Leipzig ’99 e. V. zu Hause. Dort werden Badminton, Tischtennis, Roller Derby, Boxen, Radsport, Offroad, Volleyball, Handball, Darts, Tennis, Croquet, Frisbee, Boule, Kegeln und Fußball gespielt. Der RSL wurde für seinen Einsatz gegen jede Diskriminierung aufgrund von Geschlecht, Herkunft oder sexueller Präferenz mit dem Julius-Hirsch-Preis 2010 des DFB geehrt.
Die Anlage an der Neuen Linie gehört der Sportgemeinschaft Leipziger Verkehrsbetriebe. Hier finden sich Fußballfelder und Tennisplätze. Am Conne Island gibt es einen großen Outdoor-Skatepark und einen Streetballplatz am Connewitzer Kreuz.
An der Arno-Nitzsche-Straße steht die Sporthalle der HTWK. Zwei große Fitnessstudios bieten in Connewitz ihre Dienste an.
Eine in Connewitz beliebte Freizeitgestaltung ist die Pflege eines Kleingartens. Vier Kleingartenvereine existieren im nordöstlichen Teil des Stadtteils: Erholung, Gartenfreunde Süd, Waldidyll und Reichsbahn Connewitz. An der Kohrener/Burgstädter Straße befindet sich der Connewitzer Stadtgarten. Das ist der ehemalige Schulgarten der ehemaligen 54. polytechnischen Oberschule (POS), der 1993 zu einem öffentlichen Schau-, Beratungs- und Erholungsgarten umgestaltet wurde.

## Persönlichkeiten
- Elena Gerhardt (1883–1961), Konzertsängerin, in Connewitz geboren
- Heinrich Schomburgk (1885–1965), Tennisspieler, in Connewitz geboren
- Elisabeth Hartenstein (1900–1994), Schriftstellerin, in Connewitz geboren
- Ingeborg Krabbe (1931–2017), Schauspielerin, in Connewitz geboren und auf dem dortigen Friedhof bestattet
- Dagmar Elsner-Schwintowsky (1939–1997), Grafikerin und Illustratorin, in Connewitz geboren